# Citroën DS
La Citroën DS è un'autovettura di fascia alta prodotta dal 1955 al 1975 dalla casa automobilistica francese Citroën.

## Storia
Presentata al salone dell'automobile di Parigi del 1955, la DS ha annoverato fin dalla sua nascita molte innovazioni tecnologiche che rimasero attuali sino al termine della sua produzione nel 1975. 
È stata la prima vettura in Europa a montare l'iniezione elettronica di tecnologia Bosch, nonché la prima auto su cui furono introdotti i "fari direzionali", ovvero proiettori che si muovono seguendo la sterzata, e anche la prima automobile a montare la tecnologia della sospensione idropneumatica in maniera integrale nel 1955.  Questa fu una delle caratteristiche più rappresentative di questo innovativo modello di ammiraglia Citroën, una tecnologia che vide il suo impiego su tutte e quattro le sospensioni dopo che vennero sperimentate solo sul retrotreno di una versione speciale della Citroën Traction Avant, la 15Six H del 1954. 
La "gestazione" della DS fu lunga e travagliata, per i non indifferenti ostacoli creati dalla seconda guerra mondiale. Già nel 1938 si incominciò a pensare a una possibile sostituta della Traction Avant, quando quest'ultima era ancora nel pieno del suo successo e della sua produzione. Nonostante le indubbie innovazioni portate da essa, la concorrenza non stava a guardare e stava progressivamente facendosi strada portando a sua volta innovazioni. In quel periodo era già in fase avanzata il progetto "TPV" Très Petite Voiture che avrebbe dato origine in seguito alla 2CV. 
Anche per la futura sostituta della Traction Avant venne scelta una sigla di progetto composta da tre lettere: "VGD", ovvero Vehicule à Grande Diffusion. 
Tale proposta venne promossa da Pierre Boulanger, l'amministratore che poco tempo prima aveva preso le redini dell'industria automibilistica francese dopo che gli ingenti investimenti per la realizzazione della Traction Avant l'avevano portata sull'orlo del fallimento.
Per la realizzazione della nuova vettura, Boulanger si servì di professionisti del calibro di André Lefèbvre e del designer italiano Flaminio Bertoni, oltre a Paul Magès, l'ingegnere ideatore delle innocative sospensioni. 
A tali personaggi si aggiunsero Pierre Franchiset per la realizzazione fisica della carrozzeria e Walter Becchia, un progettista di motori proveniente dal Piemonte e con all'attivo una significativa esperienza in Francia presso la Talbot come capo progettista.
Inizialmente le specifiche dettate da Boulanger imponevano un telaio tubolare rivestito da sottili lamiere. Tali soluzioni erano volte a realizzare un corpo vettura leggero, il quale, nelle prime intenzioni dello stesso Boulanger, doveva consistere in una rivisitazione in chiave aerodinamica della celebre Traction Avant. All'inizio, secondo Lefebvre, per il motore si poteva optare tra il 2.6 litri della 15 Six e un inedito motore stellare tricilindrico, tuttavia durante la guerra tali soluzioni vennero abbandonate per ovvie ragioni di costi.
Nel 1945 il corpo vettura fu rivisto radicalmente e non fu più una semplice rivisitazione della Traction Avant in chiave aerodinamica, bensì un corpo vettura completamente nuovo, con muso spiovente e inedito per il panorama automobilistico dell'epoca. Ulteriori evoluzioni si ebbero nel 1947. 
Nel novembre del 1950 un grave lutto colpì la Citroën con la morte di Pierre Boulanger, in seguito a un incidente automobilistico. A lui subentrò Robert Puiseux, che portò avanti il progetto "VGD" al posto del defunto predecessore. 
In quello stesso periodo fu realizzato un primo prototipo che prefigurava alcune soluzioni stilistiche definitive. Esso fu soprannominato "ippopotamo" per via del cofano anteriore apribile integralmente e che richiamava alla mente lo sbadiglio del grosso mammifero. Il prototipo era anche dotato di quelle carenature sui passaruota posteriori che avrebbero caratterizzato la produzione della Citroën nei successivi quattro decenni. 
L'elevata aerodinamicità del prototipo scaturì oltre che dalla mente di Bertoni, anche dall'esperienza di Lefebvre presso l'azienda di Gabriel Voisin vent'anni prima.

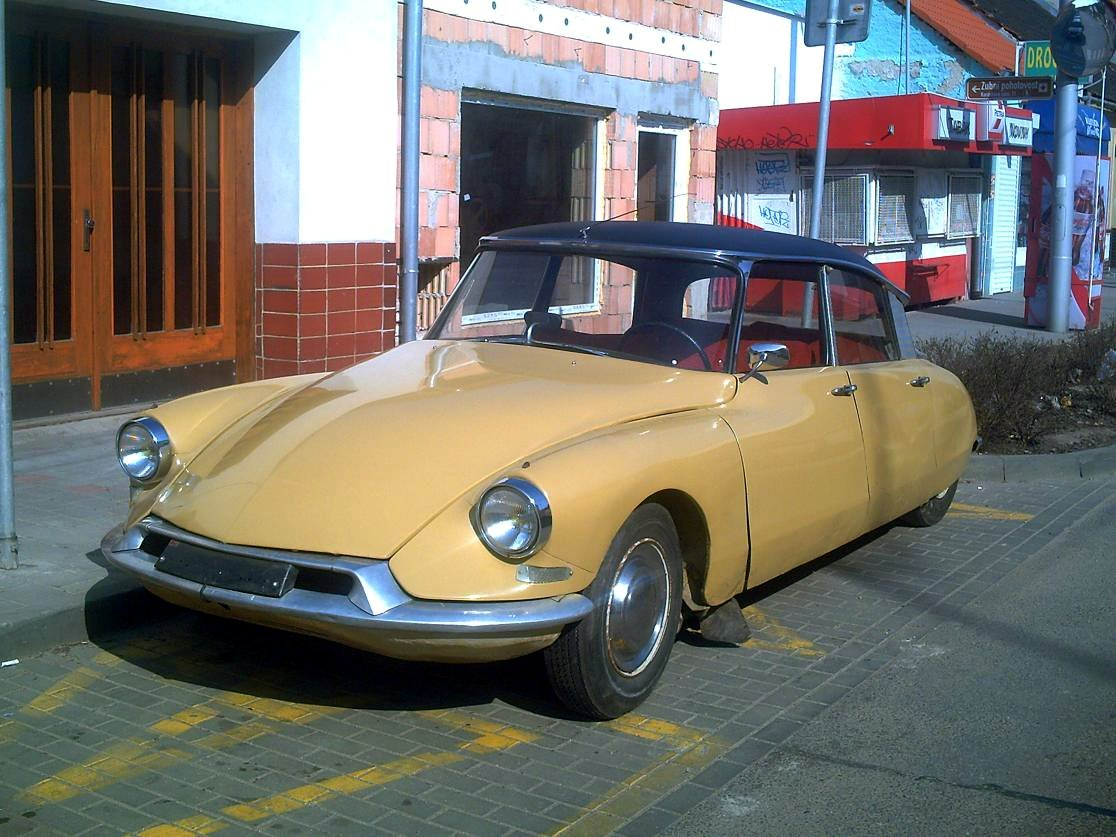
Vista di una DS19 prima serie

Nel frattempo si lavorava anche alle sospensioni, che dovevano proporre anch'esse qualcosa di nuovo, e infatti erano allo studio le famose sospensioni idropneumatiche che avrebbero contribuito a decretare il successo della futura DS. A tale proposito, un'altra particolarità scelta in fase progettuale fu quella di avere la carreggiata posteriore sensibilmente più ridotta di quella anteriore, che invece doveva essere più grossa e robusta per supportare il peso degli organi meccanici.
Nel 1952, la parte anteriore era quasi giunta al disegno definitivo, mentre la parte posteriore suscitava ancora alcune perplessità per via del fatto che il padiglione troppo inclinato non garantiva sufficiente spazio ai passeggeri posteriori. Allora nel 1954 venne rialzato, pur rimanendo ugualmente molto inclinato, e venne disegnato un montante posteriore assai massiccio sulla cui sommità terminale vennero posti gli indicatori di direzione.
Nel frattempo si cercavano ancora delle soluzioni riguardanti il tipo di propulsore da utilizzare. 
Alla fine, dopo alcune proposte ardite come un motore a cilindri contrapposti da 1.8 litri, si scelse per motivi di costi una versione potenziata del vecchio 1.9 montato sulla 11BL. Sempre nello stesso periodo vennero portate a ultimazione le sospensioni idropneumatiche, di cui venne dato un saggio al pubblico impiegandole nel retrotreno della ultime 15 Six.
Nella prima metà del 1955 furono realizzati 21 esemplari di preserie che servirono per i primi servizi fotografici e come veicoli da esposizione. Uno di questi sarebbe stato impiegato per la presentazione ufficiale avvenuta il 6 ottobre di quell'anno.
Il nome definitivo scelto per la nuova vettura fu DS, la cui pronuncia in francese, letta come una parola unica, suona come "déesse", che significa "dea", ma che al contempo è anche una sigla che stava per Désirée Spéciale. 
Entrambi i significati stanno comunque a sottolineare l'immagine di eccellenza e di unicità che la Citroën volle conferire alla proria nuova ammiraglia.

#### Linea ed estetica

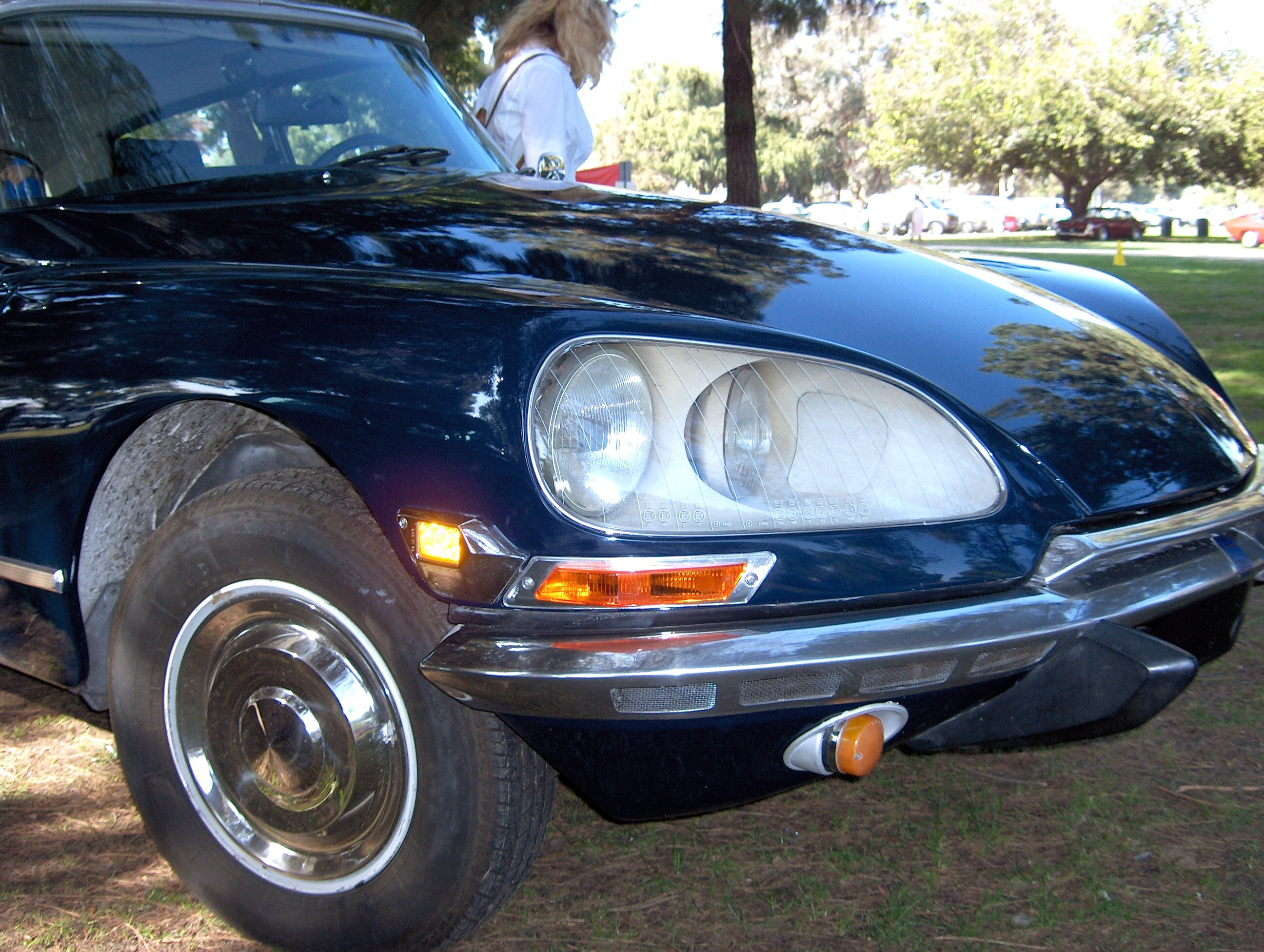
Particolare dei fari orientabili di una DS seconda serie

L'intera carrozzeria, sebbene di indubbio impatto estetico, nasceva però principalmente per soddisfare quelle che erano le esigenze dei progettisti di ottenere una vettura dotata del miglior coefficiente di penetrazione aerodinamica possibile. L'impatto visivo era quindi solo una conseguenza. 
Anteriormente, la prima serie DS presentava gruppi ottici circolari senza carenature, fanali che sarebbero comparsi solo nel 1967, con l'arrivo della DS seconda serie. Più in generale, il frontale riusciva comunque a essere imponente e slanciato nello stesso tempo.
Lateralmente, la linea era molto slanciata, grazie soprattutto alla linea di cintura non molto alta, che lasciava spazio a superfici vetrate piuttosto ampie e con montanti sottilissimi, ma anche grazie ai passaruota posteriori semicarenati, una caratteristica stilistica già vista qualche anno prima con il lancio della 2CV e che avrebbe caratterizzato nei decenni seguenti anche molte altre vetture della casa del "Double Chevron".
La coda era invece caratterizzata da piccoli fari circolari, poi sostituiti da fari rettangolari in occasione del restyling del 1967. 
Sempre posteriormente erano assai particolari gli indicatori di direzione situati sopra i montanti posteriori, nell'angolo in alto, in corrispondenza del tetto.
Anche internamente la DS si seppe distinguere per soluzioni particolarmente innovative, per esempio nel design del volante, munito di un'unica razza. Questa particolare configurazione del volante era anche motivata da esigenze di sicurezza, poiché riduceva il rischio di danni alla cassa toracica del conducente in caso di forte impatto. 
Il cruscotto era a illuminazione regolabile  comprendeva tachimetro e contachilometri, ma non il contagiri, in compenso vi erano altri strumenti: l'indicatore del livello carburante, l'amperometro, la spia dei fari, quella degli indicatori di direzione e quello di insufficiente pressione dei freni e l'orologio. Un'altra grande innovazione era il sensore per la pioggia che azionava automaticamente i tergicristalli, provvisto comunque di un comando manuale in caso di guasto del dispositivo elettrico, infine una catenella posta sul lato della frizione che permetteva di coprire con una tendina il radiatore per ripararlo dal gelo notturno.

#### Caratteristiche meccaniche

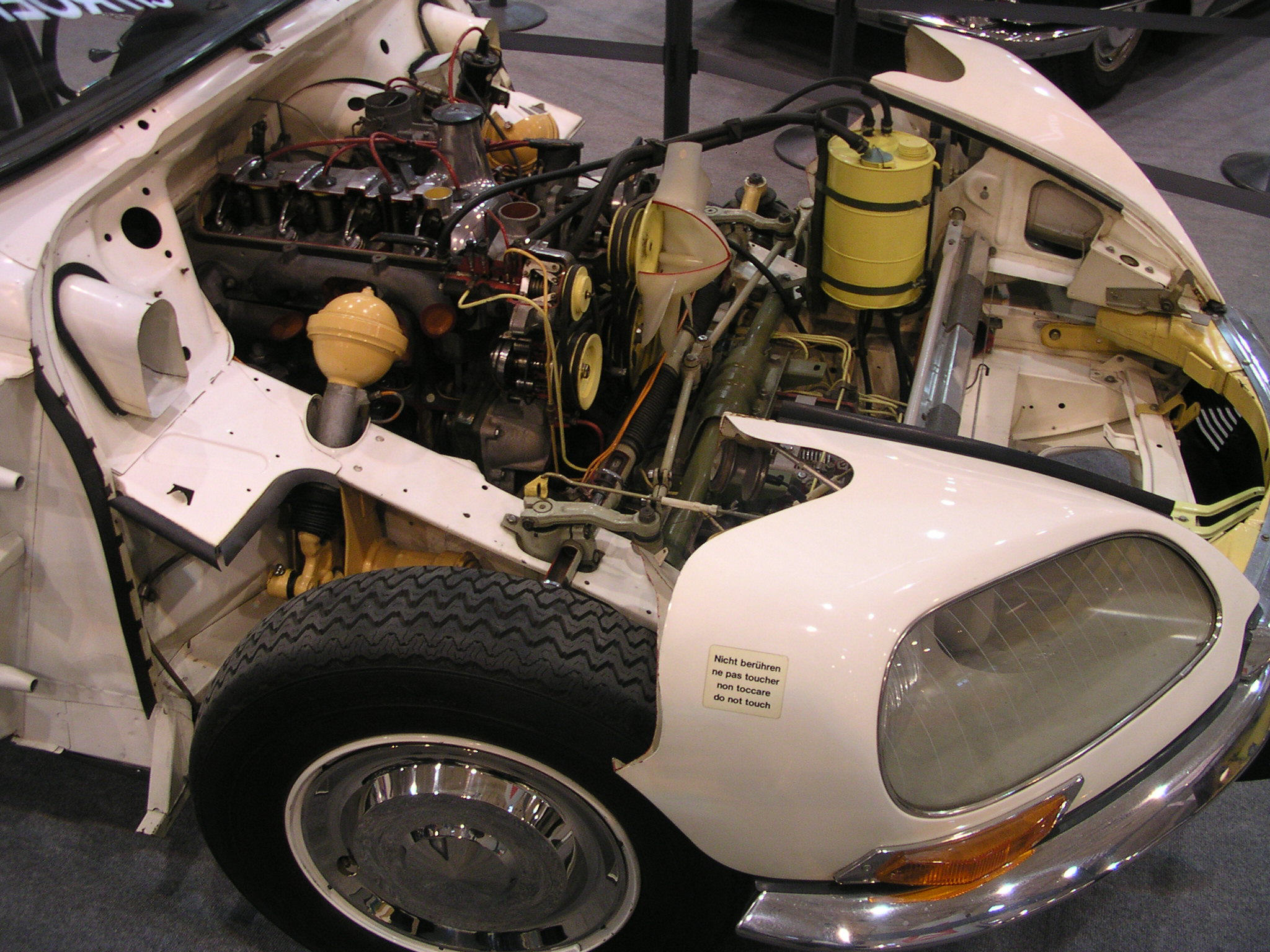
Vista dell'avantreno di una DS, dove si possono osservare le sfere delle sospensioni idropneumatiche e il relativo cilindro di compensazione

Una delle principali soluzioni meccaniche dell'auto è costituita dalle sospensioni oleopneumatiche ideate da Magès. Nate dopo dieci anni di continua sperimentazione e sviluppo, tali sospensioni sono a ruote indipendenti con quadrilateri e permettono di mantenere costante l'altezza da terra della vettura. Tale sistema consisteva in quattro sfere di acciaio, una per ruota. Ogni sfera era riempita per metà di olio e per metà di azoto. Le due sostanze sono separate tra loro da una membrana. Caricando molto la vettura o anche in caso di fondo stradale sconnesso, l'olio va a comprimere l'azoto posto nella metà superiore della sfera. Maggiore è l'impulso a comprimere il gas, minore risulta la morbidezza delle sospensioni, poiché è impossibile ottenere una compressione completa. Ciò permetteva un'ottima azione ammortizzante proprio in caso di sconnessioni stradali. L'autolivellamento del corpo vettura avviene tramite una pompa a sette pistoni che aumenta o diminuisce la lunghezza della colonna d'olio. L'anno successivo al lancio, tale dispositivo poteva anche essere regolato manualmente su cinque posizioni, arrivando a un'altezza che permetteva la sostituzione di una foratura senza l'ausilio di un cric, considerando che l'auto era, appunto, autolivellante.
Il circuito idraulico, che andava ad azionare le innovative sospensioni idropneumatiche, serviva anche per il funzionamento del servofreno, del servosterzo, della frizione idraulica e del cambio. Questi ultimi facevano parte del sofisticato sistema di trasmissione semiautomatica, che non prevedeva alcun pedale della frizione. La frizione poteva essere comunque regolata tramite una vite, in maniera tale da addolcirne l'intervento durante i cambi di rapporto. Inoltre, il cambio è stato progettato in modo tale che, in caso di brusche frenate, la marcia innestata si disinnestasse automaticamente evitando lo spegnimento del motore. Anche la sincronizzazione avveniva sfruttando il circuito idraulico.
Sempre a proposito del circuito idraulico, va detto che i primi anni di carriera della DS non furono affatto facili, proprio a causa dei frequenti inconvenienti cui andava incontro il circuito stesso. Inizialmente, nei primissimi esemplari, si utilizzava un olio di tipo vegetale, che però era soggetto a ossidazione. Dopo poco tempo dal lancio, questo olio è stato sostituito da un olio rosso sintetico denominato LHS, il quale presentava tuttavia il grosso problema che alla lunga tendeva a corrodere le guarnizioni di tenuta e a far arrugginire le parti metalliche che venivano a contatto con l'olio stesso. Nonostante gli sforzi dei tecnici, le perdite continuavano, seppur in misura minore. Fu solo nel 1967 che il problema fu definitivamente risolto grazie all'utilizzo di un nuovo olio di tipo minerale e di color verde, denominato LHM.
L'impianto frenante era a dischi nella parte anteriore: in particolare, la DS è stata la prima vettura europea a montare questo tipo di freni all'avantreno. Posteriormente si scelsero invece i più tradizionali tamburi. I dischi freno vennero realizzati in ghisa ed erano montati entrobordo, direttamente all'uscita del differenziale. Tale soluzione era volta alla riduzione delle masse non sospese. Il pedale del freno era sostituito sulla DS da una sorta di pulsante a forma di fungo situato sul pavimento e azionato con il piede. Tale pulsante aveva una corsa molto corta e richiedeva molta sensibilità per dosare opportunamente la frenata.
Anche nella carrozzeria la DS innovava in maniera radicale: i pannelli erano imbullonati a vista al telaio sottostante, rendendo la loro sostituzione molto semplice.
Una curiosità: a causa delle sue particolari sospensioni idropneumatiche, quando l'auto è spenta non è possibile applicare alle ruote le cosiddette "ganasce".

### Evoluzione e modelli

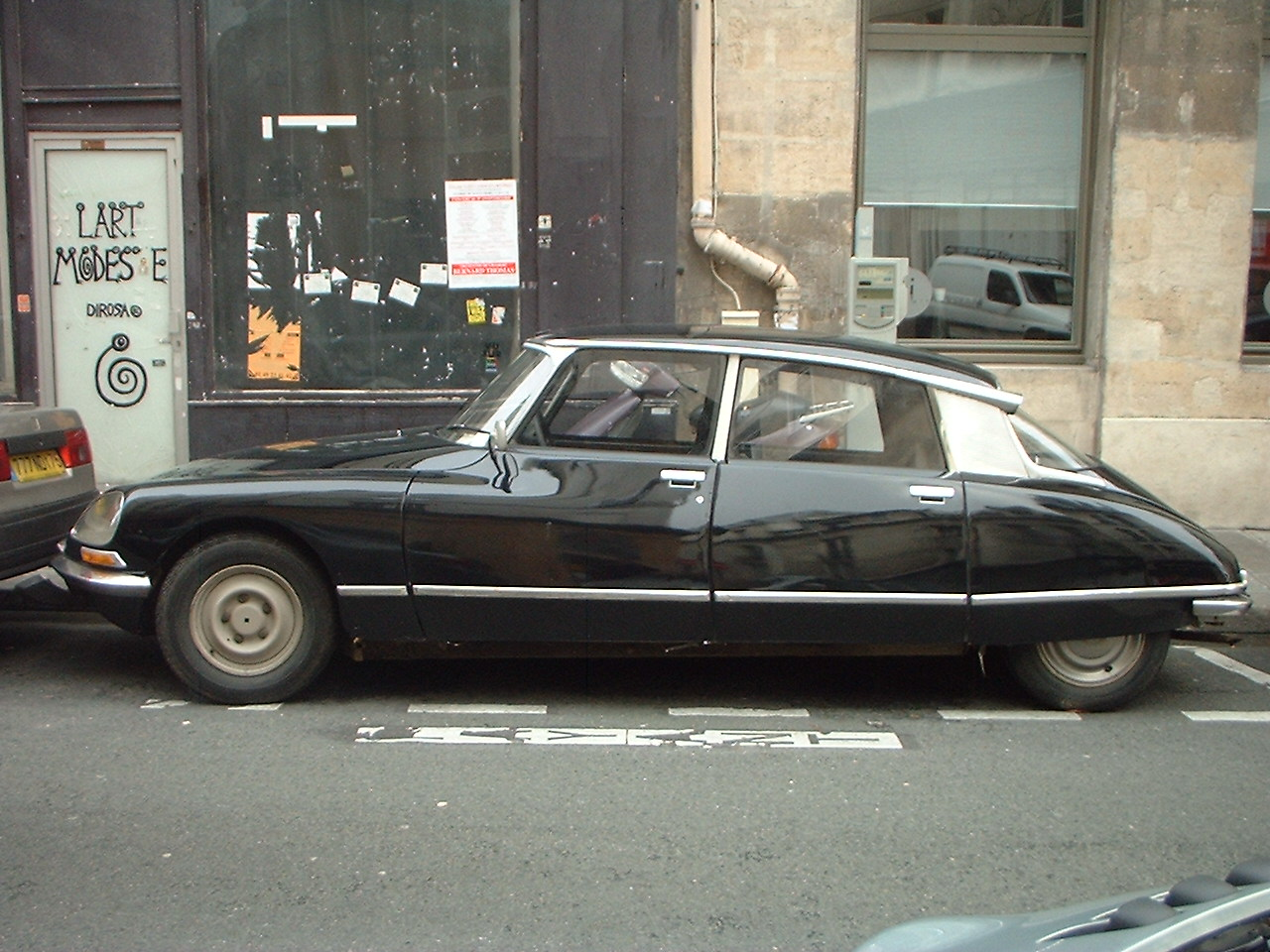
Vista della fiancata di una DS

Durante la presentazione al Salone di Parigi del 1955, della nuova vettura vennero raccolti ben 80.000 ordini da parte di un pubblico assolutamente entusiasta di tante e tali innovazioni concentrate in un unico modello. Tali ordini si ebbero nonostante il non proprio economico prezzo di acquisto fissato di 940.000 franchi e un tempo di attesa iniziale di un anno e mezzo.
Il primo modello della gamma DS, quello presentato a Parigi, fu la DS19, mossa da un'unità da 1.9 litri direttamente derivata da quella equivalente montata sulla Traction Avant, ma perfezionata in modo da erogare fino a 75 CV di potenza massima a 4500 giri/min. La velocità massima raggiungibile era di circa 140 km/h, non molti per la verità, ma dopo tutti gli investimenti per la realizzazione della vettura, non erano rimaste risorse economiche sufficienti per lo sviluppo di un nuovo motore.
Immediatamente dopo la presentazione vi furono evidentemente alcuni problemi nell'avvio della produzione a gran regime: la produzione andava a ritmi molto lenti, basti pensare che nel mese di ottobre vennero infatti realizzati solo sette esemplari e appena 62 complessivamente alla fine di quell'anno. Questo fatto creò allarmi sia presso la rete di vendita della Casa, sia tra i clienti che l'avevano già ordinata versando peraltro un anticipo di 80.000 franchi. Fortunatamente, un mese dopo l'inizio del 1956, la produzione partì a pieno ritmo.
Vi fu, però, chi alla DS contestava l'elevato prezzo d'acquisto, giustificato peraltro da tante innovazioni tecnologiche. Pertanto la Citroën, per venire incontro anche a tali richieste, a partire dal 1957 rispose con la ID, una versione semplificata e più economica della DS.

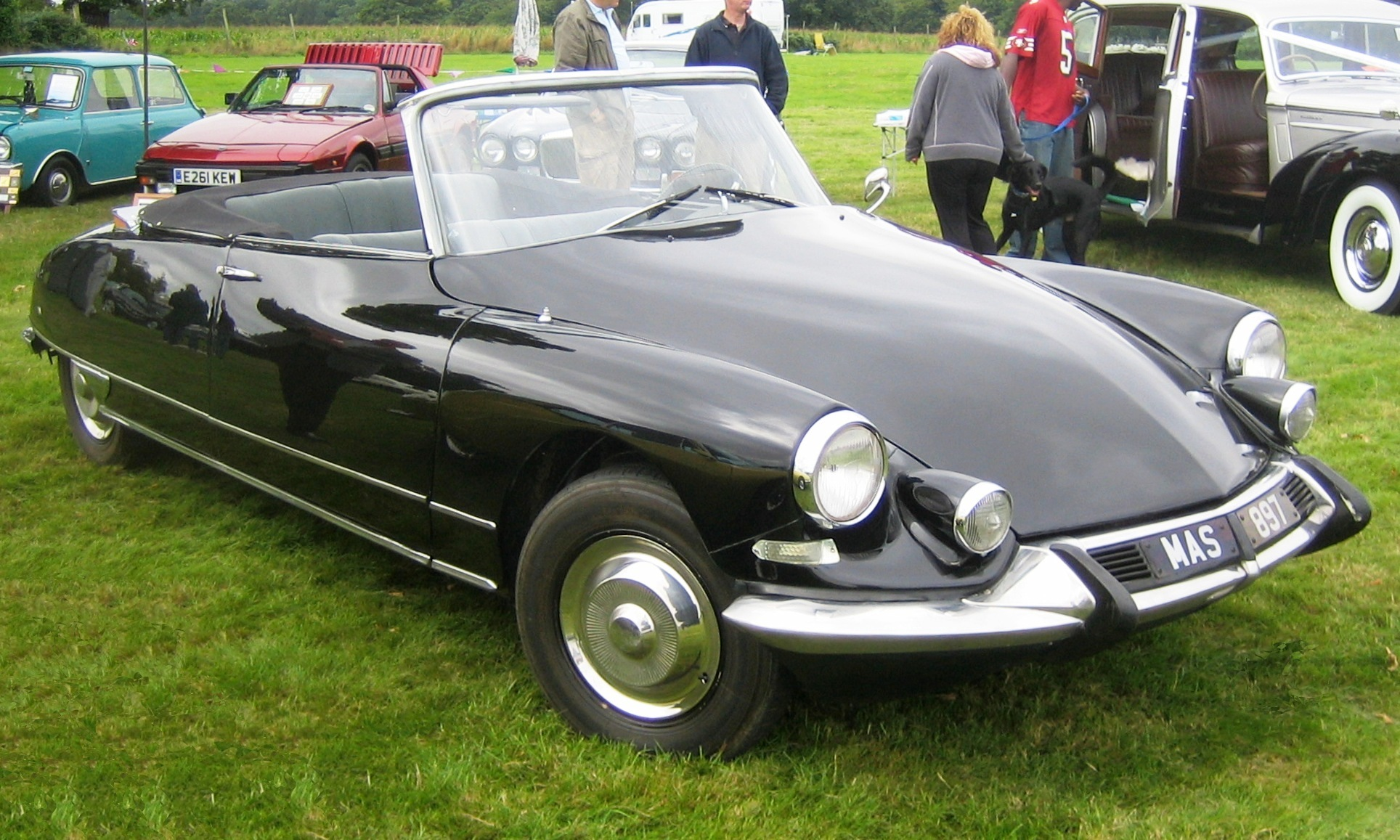
Vista di una DS 21 Cabriolet

Nel 1958 la DS fu proposta anche in versione cabriolet, dando vita a una delle più belle e affascinanti convertibili della storia. Oggigiorno, le DS cabriolet sono molto ambite dai collezionisti e spuntano quotazioni piuttosto alte. Al Salone di Parigi dello stesso anno venne presentata la DS19 Prestige, versione di rappresentanza della berlina francese, dotata in questo caso di una dotazione a dir poco signorile, comprensiva di divisorio tra comparto autista e comparto passeggeri posteriori. Questo modello, la cui produzione cominciò nel maggio del 1959, venne prodotto fino alla fine dello stesso anno in soli 29 esemplari. Sempre del 1959, e precisamente del mese di settembre, è un aggiornamento che vede comparire sui parafanghi anteriori delle prese d'aria per permettere un miglior raffreddamento del motore. L'autunno del 1959 vide anche il lancio della Break, che però era basata sulla più economica ID, anche se montava alcuni accessori tipici della DS, ragion per cui, a ragione o a torto, la si trova spesso identificata come DS Break, ma in realtà è basata sulla variante più economica.
Nel marzo del 1961 il motore da 1.9 litri venne portato a 83 CV con velocità di punta pari a 150 km/h e due mesi più tardi le prese d'aria sulla sommità dei parafanghi anteriori aumentarono di dimensioni. Nel mese di agosto venne ridisegnata la plancia.
Nel marzo del 1962 vi furono alcuni aggiornamenti al motore, con testata e alloggiamento candele perfezionati. Nel mese di ottobre, al Salone di Parigi, la DS venne presentata con alcune modifiche al frontale, ridisegnato per essere più aerodinamico. Nella stessa occasione scomparvero le prese d'aria sopra i parafanghi anteriori, poiché il restyling comprendeva anche una nuova presa d'aria diretta sul radiatore, che così portava a temperature inferiori il liquido di raffreddamento. Il Cx perfezionato della vettura si ripercosse positivamente sulle prestazioni: la velocità massima salì infatti a 160 km/h.
Dal gennaio del 1963, a richiesta e senza sovrapprezzo, la DS poteva essere ottenuta con trasmissione meccanica e con il tradizionale cambio manuale.

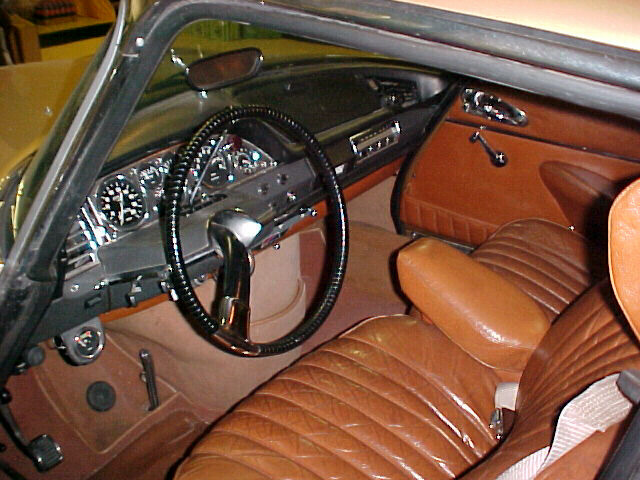
Interno di una Pallas full optional del 1969

Il 25 agosto del 1964 fu introdotta la ricchissima versione Pallas, disponibile unicamente nel colore grigio palladio metallizzato con tetto grigio scuro. Il modello era dotato di fari alogeni supplementari, copricerchi dal disegno striato, montanti posteriori lisci con sigla "DS" in rilievo, sedili maggiormente imbottiti, nuovi rivestimenti ai pannelli portiera e particolari cromati sia all'esterno che negli interni.
Il 1º settembre 1965 vi fu un sensibile rinnovamento nella gamma DS: innanzitutto venne introdotta la DS21, dotata di un nuovo motore da 2175 cm³ e 109 CV di potenza massima. Questo modello era anch'esso molto dotato e montava tra l'altro un dispositivo in grado di adattare automaticamente l'incidenza dei fari anteriori in funzione del carico della vettura, oltre che l'indicatore di usura delle pastiglie freno anteriori e nuovi pneumatici maggiorati. La velocità massima raggiunse i 175 km/h, ponendosi ai vertici della categoria.
La DS21, proposta anche nella più ricca versione Pallas, affiancò così la DS19, la quale abbandonò lo storico 1.9, oramai vecchio di trent'anni (che continuò comunque a essere montato sulla ID19 ancora per un anno), in favore di un nuovo 2 litri da 90 CV. La nuova DS19 ricevette anche nuove prese d'aria per il raffreddamento dei dischi freno.
L'intera gamma usufruì di aggiornamenti alle sospensioni e alla trasmissione. Inoltre, la DS Pallas ricevette nuovi copricerchi lisci.
Nel 1966 venne utilizzato un nuovo liquido per i circuiti idraulici, caratterizzato dal fatto di essere meno corrosivo nei confronti dei componenti che lo utilizzavano. Inoltre, la batteria venne spostata sul lato destro del vano motore e i sedili divennero regolabili su tre posizioni.

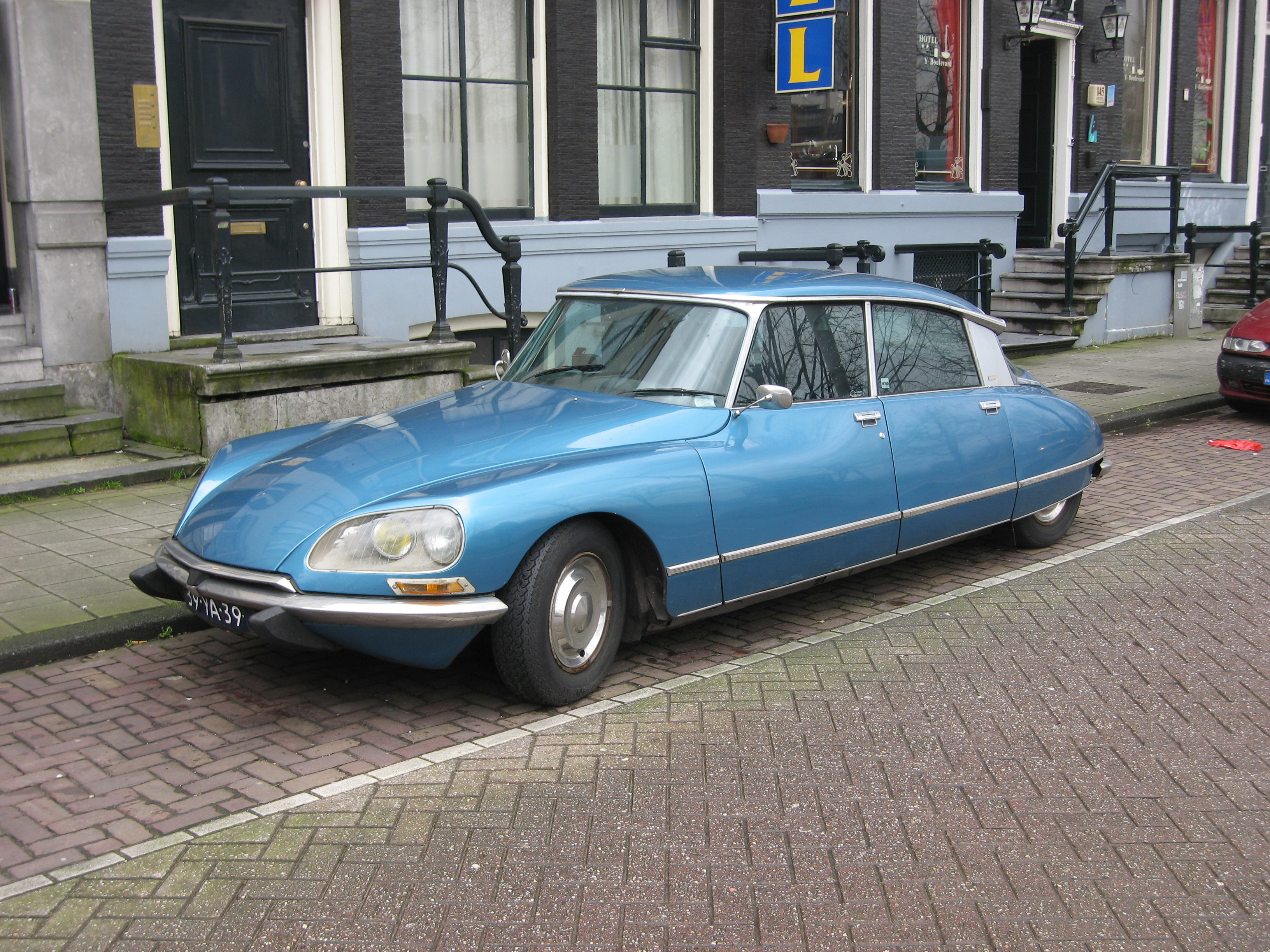
Una DS21 seconda serie

Nel settembre del 1967 vi fu il passaggio dalla prima alla seconda serie della gamma DS, riconoscibile immediatamente dal frontale, su cui spiccano i nuovi gruppi ottici carenati costituiti ognuno da due proiettori accoppiati, dei quali quello interno (abbagliante) è anche autodirezionale, vale a dire che ruota assieme allo sterzo, in modo da seguire le curve e avere un'ottimale illuminazione durante la notte, anche negli angoli bui che ci si accinge a percorrere. Tale dispositivo non poté essere adottato sulle vetture destinate ai mercati statunitense e italiano, dato che in quei Paesi non era omologabile. Il divieto risultò assai curioso per il mercato italiano, Paese dove questo sistema di fari direzionali era stato brevettato da Oreste Garanzini nel 1924 e montato su un prototipo di sua produzione di quegli anni. Questi fari furono battezzati "occhi di gatto" per il loro inconfondibile design. In ogni caso, con questa innovazione tecnico-stilistica, la DS divenne vistosamente più aerodinamica, con una linea piuttosto da pesce che non da felino. Pertanto, ancor oggi, la DS è nota a molti con il soprannome di "squalo", oppure quello meno rispettoso di "ferro da stiro". Il nomignolo "squalo" ebbe origine, probabilmente, da una frase del giornalista Francesco Rosso che, inviato da La Stampa al Salone di Parigi, così commentò l'estetica della "DS": « [...] è larga, comoda, ma piuttosto inelegante, soprattutto per il cofano che si abbassa sino a profilarsi come il muso di un pescecane. »
Il 1968 fu invece l'anno della DS20, che andò a sostituire la DS19, con la quale condivise lo stesso motore da 2 litri, ma portato a 103 CV.  Alcuni rari esemplari montavano anche il cambio semiautomatico e perfino l'alimentazione a iniezione. Sempre nel 1968, la DS21 vide la propria potenza lievitare a 115 CV. La gamma più economica ID ricevette il motore della DS20 e fu chiamata ID20, commercializzata in Italia come DSpecial e DSuper.
Nel 1969 nacque la DS21 I.E. ("injection électronique"), dotata di alimentazione a iniezione elettronica Bosch. Il motore raggiunse in questo modo una potenza di 139 CV, permettendo alla vettura di raggiungere i 188 km/h di velocità massima. Anche la DS 21 I.E. è stata proposta in versione Pallas, versione che si pose come top di gamma. Nello stesso anno i fari orientabili vennero omologati anche in Italia. Alla fine dello stesso anno, le DS 20 divennero disponibili unicamente con il cambio semiautomatico, e il manuale previsto in alternativa sparì dalla lista degli optional.
Nel 1970 anche la DS 20 venne proposta in versione Pallas. Le tre versioni Pallas in listino e le versioni cabriolet ricevettero fari anabbaglianti allo iodio. Nello stesso anno cambiò il cruscotto di tutti i modelli, che ora presentavano indicatori e spie all'interno di tre strumenti circolari affiancati. Nel 1971 le cabriolet vennero tolte di produzione, ed entro la fine dell'anno vennero montati il clacson a tromba e le maniglie esterne incassate.

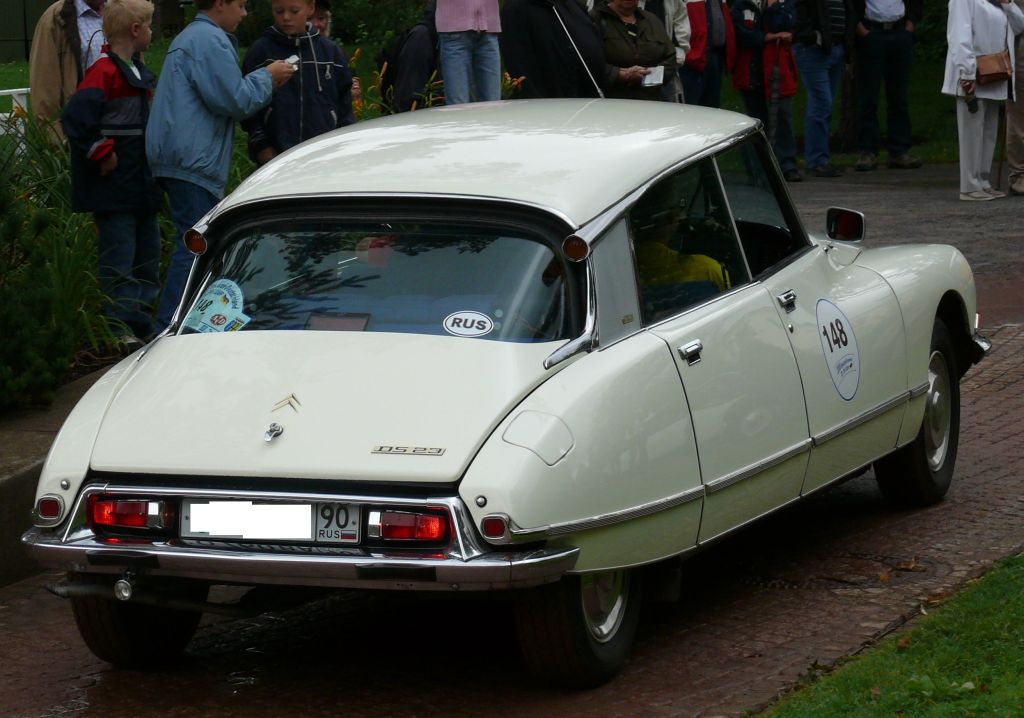
Vista posteriore di una DS 23 Pallas

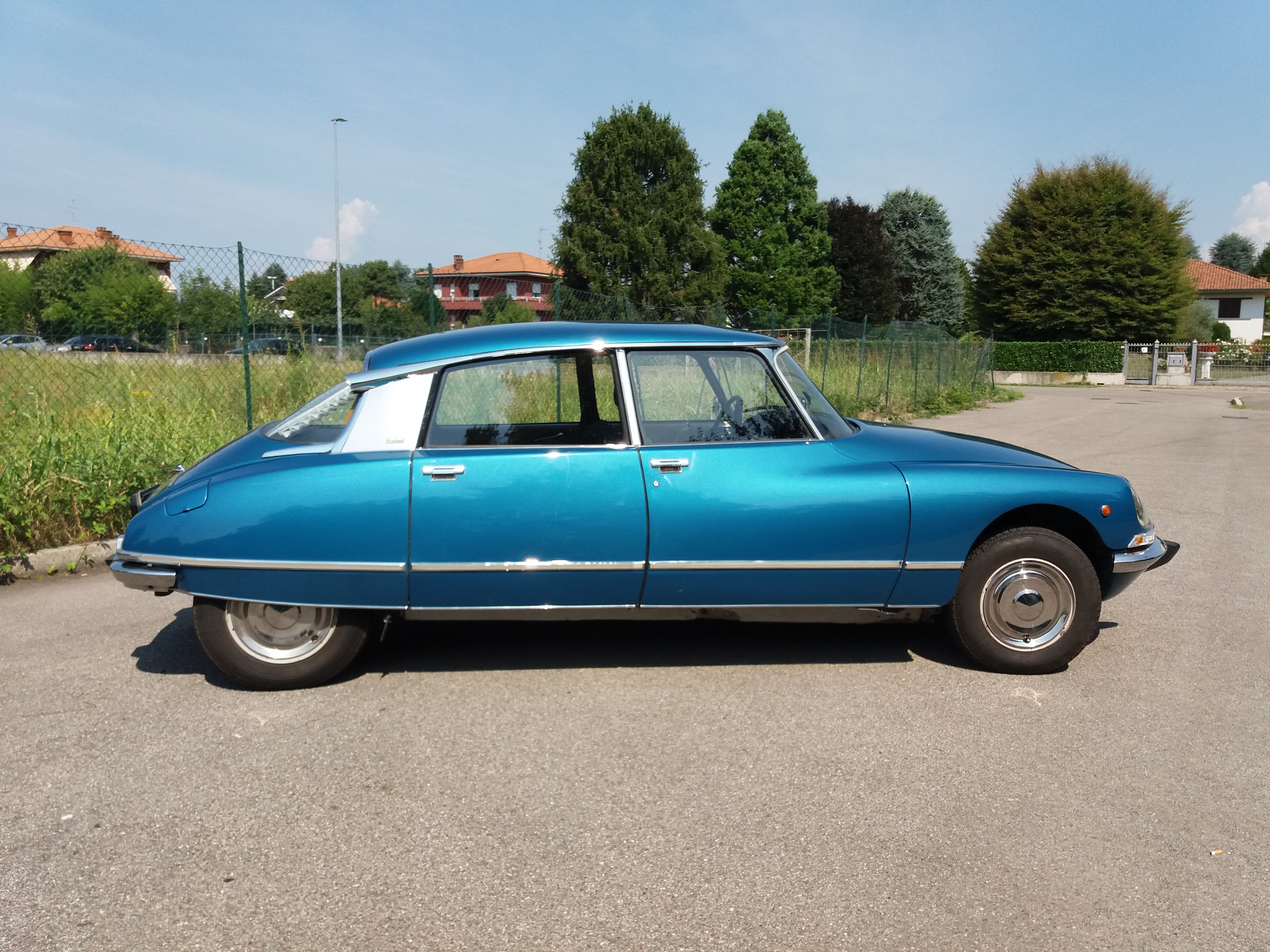
Fiancata di una DS23 Pallas Bleu Delta

Nell'autunno 1972 fu introdotta la DS23 con motore DX4 di 2.347 cm³ a carburatore, in grado di erogare 124 CV e di spingere la vettura a 179 km/h di velocità massima. Contemporaneamente venne introdotta anche la DS23 I.E., che montava lo stesso motore della DS 23, ma a iniezione elettronica (Sigla motore: DX5). Tale propulsore era in grado di erogare 141 CV, permettendo il raggiungimento di 191 km/h. La DS 23 e la DS 23 I.E. andarono a sostituire rispettivamente la DS 21 e la DS 21 I.E., che così uscirono di produzione. La DS23 berlina era proposta in allestimento Comfort e Pallas ed era equipaggiabile con 3 tipi di cambio: manuale a 5 marce, semiautomatico a 4 marce e automatico a 3 marce. La DS23 Pallas si fece apprezzare per le sue ottime qualità da stradista, unite a un buon livello (per l'epoca) di potenza e sicurezza e al massimo comfort percepito a bordo. La DS23 Pallas si afferma come la massima evoluzione del progetto iniziale e rappresenta uno dei modelli più ricercati in assoluto dai collezionisti. Le sue quotazioni sono in rapida ascesa e non è raro vedere esemplari venduti dalle più importanti Case d'asta a cifre molto importanti. 
Contemporaneamente al lancio della DS23 fu immessa sul mercato la nuova berlina DSuper5, con lo stesso motore DX2 della DS21 a carburatori da 115CV e di serie il cambio manuale a cinque rapporti. Questa nuova vettura era in grado di offrire a un prezzo vantaggioso le qualità meccaniche e prestazionali della DS21 e la semplicità di interni e finiture della DSuper. Le primissime DSuper5, inoltre, presentavano la particolarità di montare sul baule due targhette identificative, ovvero una targhetta la vecchia scritta DSuper affiancata da un'altra targhettina indicante il numero "5". Una volta esauriti i fondi di magazzino, durante i primi giorni di ottobre 1972 si iniziò a montare la definitiva targhetta unica DSuper5. 
Inoltre, solo nel 1972, Citroën proponeva solo per l'Italia un allestimento che riguardava la DS20 Super. Tale versione era dotata di: un cambio manuale a 5 marce; dei parasole in sky liscio (anziché quadrettato, come da allestimento tradizionale); un tachimetro in grado di indicare la distanza in metri da mantenere rispetto al veicolo che precedeva, in base alla velocità di percorrenza, per mezzo di tre fasce – una verde, una gialla e una rossa, con la rispettiva soglia di attenzione da rispettare –; un segnalatore della temperatura dell'acqua refrigerante, integrato sempre nel quadro strumenti; il tetto in verniciatura gris nacré (colore AC095), proposto nelle auto che prevedevano colorazioni pastello.  
Nel 1974 la DS, oramai sul viale del tramonto, venne affiancata dalla Citroën CX, nuova berlina aerodinamica dal design più moderno, che nel giro di un anno l'avrebbe sostituita definitivamente. L'ultima DS uscì dallo stabilimento di Aulnay-sous-Bois il 24 aprile 1975: si trattava di una DS 23 I.E. Pallas di colore blu metallizzato (Bleu Delta Metallizzato, AC640). L'esemplare in questione, ultimo di 1.445.960 DS e ID prodotte fino ad allora, è a tutt'oggi esistente e si trova in possesso del DS Club de France.
Grazie alle sue incredibili doti stradali, la DS seppe conquistarsi un palmarès sportivo non indifferente, entrando a pieno titolo tra le auto più vincenti della storia; la DS e la ID furono infatti protagoniste assolute dei rally e delle grandi maratone internazionali per oltre 17 anni, dalla loro prima vittoria, ottenuta al Rally di Montecarlo del 1959, fino all'ultima, arrivata al Rally du Maroc del 1975.

#### Le versioni Break

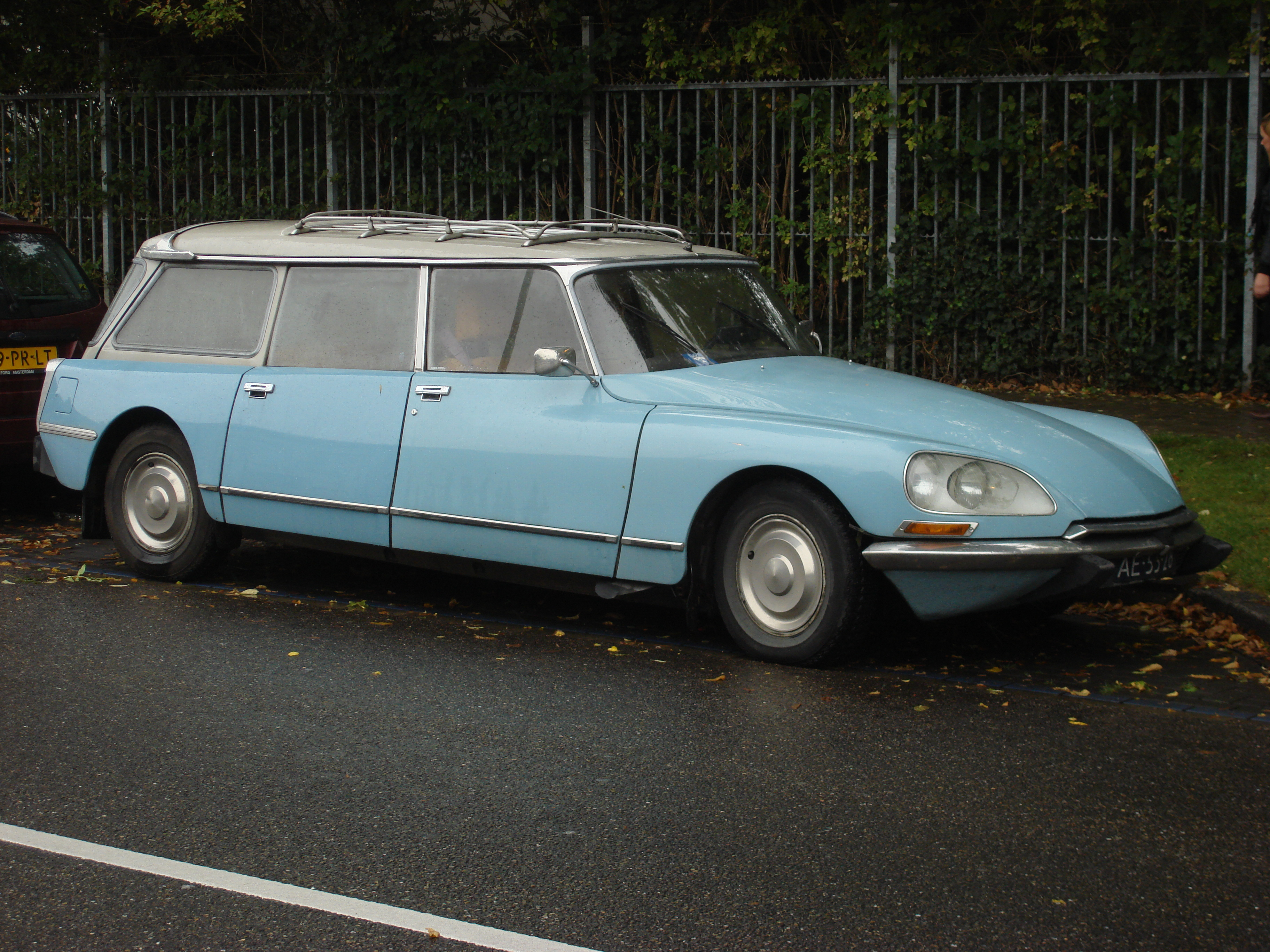
Una versione Break

Di queste particolari versioni si è già accennato parlando del debutto del loro lancio nell'autunno del 1959. In realtà, si è anche già avuto modo di rimarcare che tali versioni erano basate tutte sulla ID, anche se utilizzavano alcuni accessori, come il servofreno, tipici della DS. Non solo, ma nel corso degli anni, le versioni familiari, inizialmente spinte dal 1.9 delle prime DS e ID, vennero via via equipaggiate anche con motori più potenti, come il 2.1 e il 2.3, tipici tra l'altro delle DS di punta. In rari casi si sono avute addirittura delle Break con motore 2.3, cambio semiautomatico e alimentazione a iniezione (in genere, invece, le Break erano a carburatore), soluzioni normalmente riservate alla DS di punta prodotta nella seconda parte della sua carriera commerciale, fatto che ulteriormente porta ancor oggi ad avvalorare l'ipotesi dell'esistenza di vere e proprie DS Break, ma in realtà, i dati di produzione indicano sempre e solo dei modelli ID Break o al massimo semplicemente Break, ma in nessun caso parlano di modelli DS Break. L'ibridizzazione tra modelli dal punto di vista dei contenuti tecnici o di allestimento porta tra l'altro a fare confusione anche presso le fonti specializzate, che con troppa disinvoltura parlano di DS Break.

#### Le DS Cabriolet

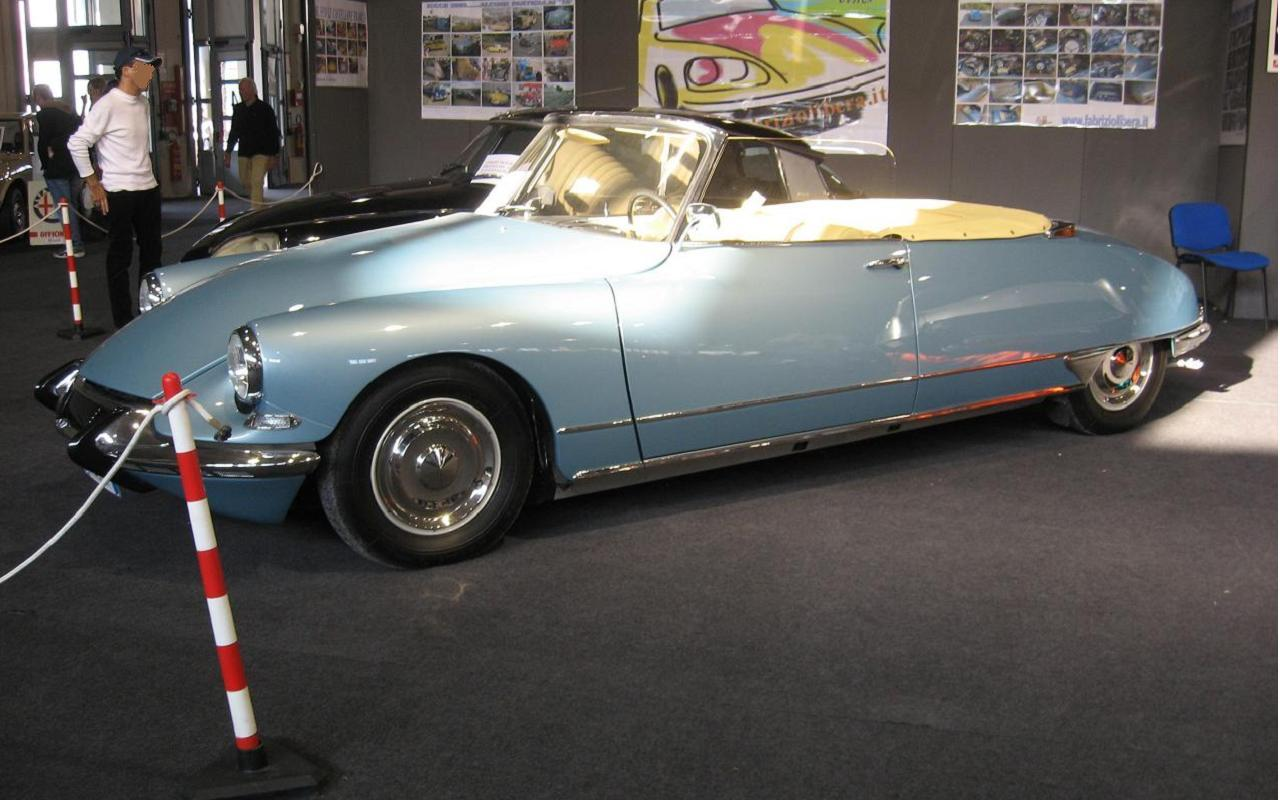
Una DS Cabriolet

Prima ancora di commercializzare la DS 19 berlina, Flaminio Bertoni aveva già realizzato dei disegni raffiguranti una ipotetica versione scoperta della DS. Tale versione prefigurava con efficacia quella che sarebbe stata la versione definitiva. Man mano che il giorno della presentazione della berlina andava avvicinandosi, la Casa del "double chevron" ritenne però opportuno non rivelare al pubblico anche la possibilità di realizzare delle versioni cabriolet, per non distogliere l'attenzione del pubblico stesso da una vettura per la cui progettazione e realizzazione furono stanziate cifre enormi. Anzi, parve proprio che la stessa dirigenza avesse accantonato il progetto relativo alla cabriolet senza voler più parlarne. Neppure quando, a commercializzazione già avviata, il carrozziere Henri Chapron si cimentò proprio nella realizzazione di una prima cabriolet su base DS, sottoponendo la vettura finita al vaglio della dirigenza Citroën. Secondo l'idea di Chapron, la collaborazione con la Casa del quai de Javel poteva concretizzarsi nella fornitura di telai nudi alla carrozzeria, sui quali si sarebbero poi costruite le scocche cabriolet da reinviare alla Casa madre per il montaggio degli organi meccanici e la successiva messa in vendita. Ma la Citroën rifiutò, sostenendo che queste operazioni di conversione avrebbero potuto aver luogo solo su commissione del cliente, una volta acquistata la berlina. Così, la carrozzeria Chapron proseguì la sua attività con un nulla di fatto, limitandosi semplicemente a realizzare conversioni da berlina a cabriolet, delle eleganti e inedite convertibili denominate La Croisette, un'operazione tuttavia molto costosa sia per la carrozzeria che per il cliente stesso. Ma quando i primi esemplari di cabriolet La Croisette cominciarono ad attirare i consensi e le richieste da parte di una certa fetta di pubblico, fu la stessa Citroën a tornare sui propri passi e a prendere nuovamente contatti con la carrozzeria Chapron. La cabriolet di Chapron, assai elegante e dalle linee estremamente moderne per l'epoca, venne vista finalmente come un modo per innalzare il prestigio della Citroën, tanto che la stessa casa del "double chevron" stipulò un contratto di collaborazione con la carrozzeria di Levallois, concedendo però allo stesso carrozziere la possibilità di realizzare altre cabriolet o altre fuoriserie, sempre sulla base della DS, e di rivenderle per conto proprio. 

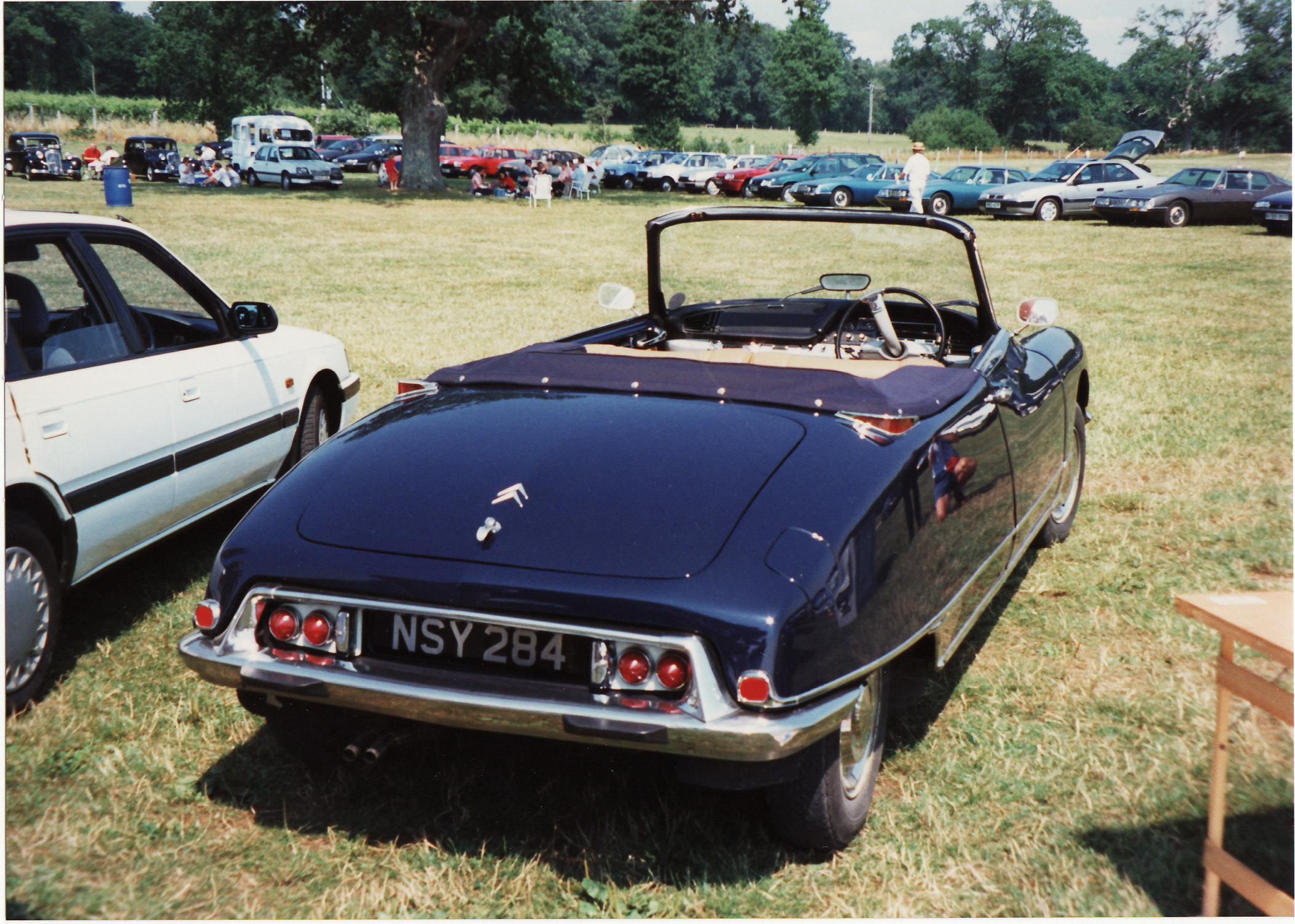
Vista posteriore di una DS Cabriolet

Le prime cabriolet-usine, ossia le DS Cabriolet ufficialmente destinate alla commercializzazione da parte della Casa francese, furono presentate al pubblico insieme alla più economica ID Cabriolet in occasione del Salone di Parigi del 1960 e denominate DS 19 Cabriolet, poiché equipaggiate dal 1.9 da 83 CV previsto anche nelle DS 19 berlina e che proprio in quei primi mesi del 1961 stava facendo il suo debutto per sostituire l'unità da 75 CV montata fino a quel momento. Oltre che per la presenza della capote in tela, le DS Cabriolet si differenziavano anche per il corpo vettura a due porte anziché quattro. Sulla fiancata erano presenti vistose cromature longitudinali che terminavano in corrispondenza del passaruota posteriore. La parte che più differenziava la cabriolet dalla berlina era ovviamente quella posteriore, non soltanto per la presenza della capote e per l'assenza di un vero lunotto, ma anche per l'evidente ridisegno della coda, dotata di un nuovo sportello per il vano bagagli (di cui una parte del volume interno era però sacrificata per alloggiarvi la capote una volta aperta) e per il riposizionamento degli indicatori di direzione dalla sommità del padiglione alla base della capote. Nuove anche le luci di posizione posteriori, costituite da una coppia di gruppi ottici separati e racchiusi all'interno di protezioni tonde in plastica rossa. 

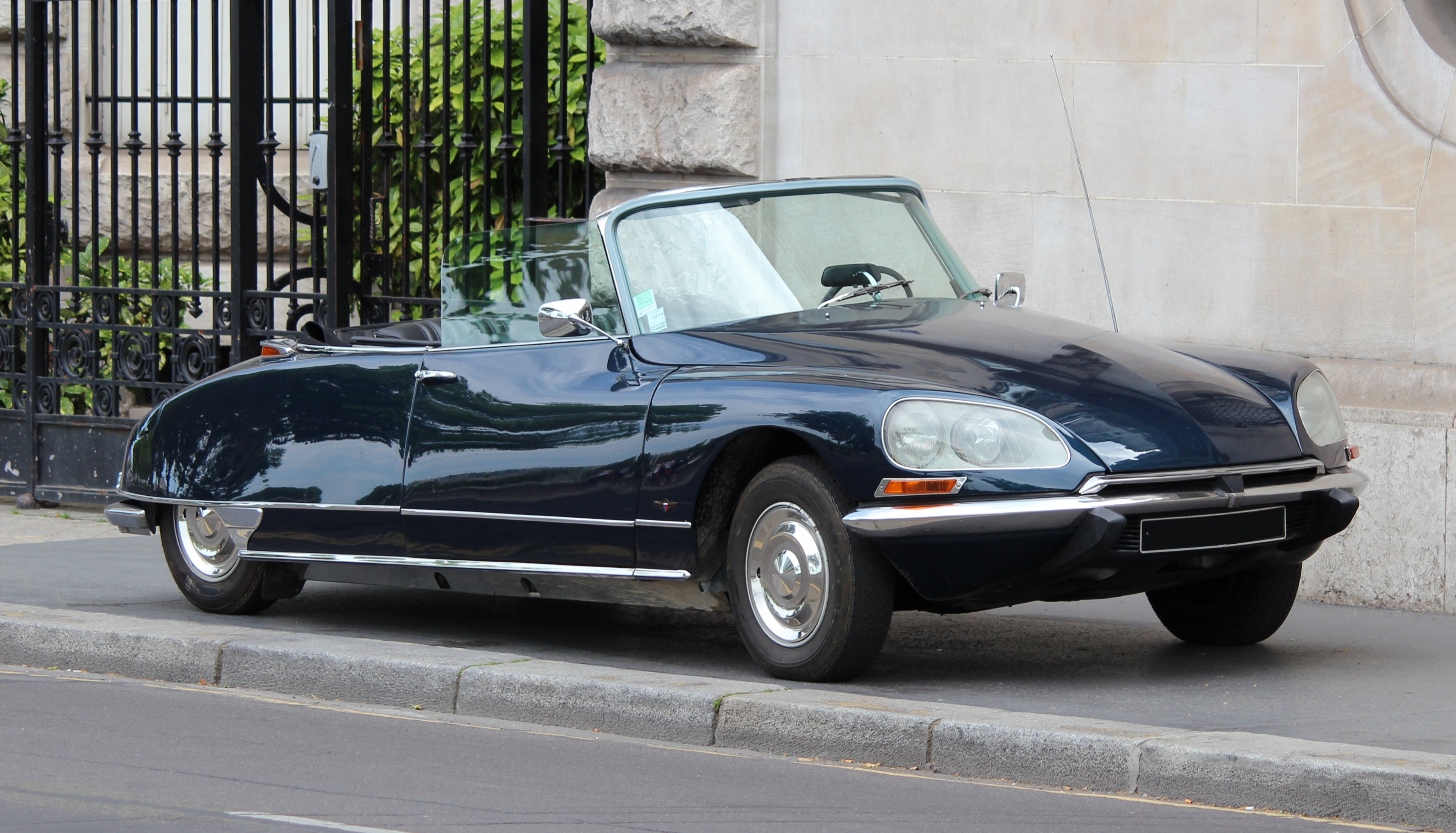
Una DS 21 Cabriolet post-restyling, con i famosi fari orientabili

La commercializzazione della DS Cabriolet non fu però avviata che nel febbraio 1961. Durante la sua carriera commerciale, durata dieci anni, la DS Cabriolet seguì di pari passo le evoluzioni della berlina per quanto riguardava gli aggiornamenti alla meccanica e in particolare ai motori. Nel 1965 la DS 19 Cabriolet venne sostituita dalla DS 21 Cabriolet con motore da 2175 cm³ e potenza massima di 109 CV. Due anni dopo, anche per la cabriolet giunse il momento del grande aggiornamento che comportò l'arrivo dei fari carenati orientabili: in quest'occasione, la potenza del motore salì a 115 CV, mentre nel 1969 la DS 21 Cabriolet divenne a iniezione elettronica, con potenza che crebbe ulteriormente fino a 139 CV. La produzione della DS Cabriolet terminò nel 1971: tale vettura aveva rappresentato in quegli anni il massimo del prestigio nella produzione della Casa del Double Chevron. Oggi le DS Cabriolet sono molto ricercate dai collezionisti e raggiungono alte quotazioni. La produzione totale delle DS Cabriolet ammonta a 1.253 esemplari: alcune fonti, che ne indicano 1.365, includono anche i 112 esemplari di ID Cabriolet. In ogni caso si tratta degli esemplari di cabriolet-usine, senza contare gli esemplari di cabriolet prodotti da Chapron.

### Caratteristiche tecniche
Di seguito vengono riportate le caratteristiche tecniche delle varie versioni della gamma DS. In generale, comunque, l'intera gamma montava motori quadricilindrici con testa in lega leggera e monoblocco in ghisa.
| Modello    | Carrozzeria | Motore | Alesaggio e corsa (mm) | Cilindrata cm³ | Rapporto di compressione | Alimentazione | Potenza CV/rpm | Coppia N·m/rpm | Massa (kg) | Velocità max | Consumo medio | Anni di produzione |
| DS 19      | Berlina     | DM     | 78 x 100               | 1911           | 7,5                      | Carburatore   | 75/4500        | 137/3000       | 1170       | 140          | 11,2          | 1955-61            |
| DS 19      | Cabriolet   | DM     | 78 x 100               | 1911           | 7,5                      | Carburatore   | 75/4500        | 137/3000       | 1280       | 140          | 11,7          | 1961               |
| DS 19      | Berlina     | DA     | 78 x 100               | 1911           | 8,5                      | Carburatore   | 83/4500        | 142/3000       | 1170       | 150          | 11,8          | 1961-62            |
| DS 19      | Berlina     | DA     | 78 x 100               | 1911           | 8,5                      | Carburatore   | 83/4500        | 142/3000       | 1170       | 160          | 11,8          | 1962-65            |
| DS 19      | Cabriolet   | DA     | 78 x 100               | 1911           | 8,5                      | Carburatore   | 83/4500        | 142/3000       | 1280       | 160          | 11,5          | 1961-62            |
| DS 19      | Berlina     | DY     | 86 x 85,5              | 1985           | 8,75                     | Carburatore   | 90/5250        | 149/3500       | 1210       | 165          | 12,8          | 1965-68            |
| DS 20      | Berlina     | DY2    | 86 x 85,5              | 1985           | 8,75                     | Carburatore   | 103/6000       | 149/3500       | 1210       | 169          | 9,4           | 1968-72            |
| DS 20      | Berlina     | DY2    | 86 x 85,5              | 1985           | 8,75                     | Carburatore   | 108/5750       | 149/3500       | 1210       | 170          | 9,4           | 1972-74            |
| DS 21      | Berlina     | DX     | 90 x 85,5              | 2175           | 8,75                     | Carburatore   | 109/5500       | 174/3000       | 1280       | 171          | 11,6          | 1965-67            |
| DS 21      | Cabriolet   | DX     | 90 x 85,5              | 2175           | 8,75                     | Carburatore   | 109/5500       | 174/3000       | 1315       | 157          | 11,9          | 1965-67            |
| DS 21      | Berlina     | DX2    | 90 x 85,5              | 2175           | 8,75                     | Carburatore   | 115/5750       | 174/3000       | 1310       | 177          | 11,6          | 1967-72            |
| DS 21      | Cabriolet   | DX2    | 90 x 85,5              | 2175           | 8,75                     | Carburatore   | 115/5750       | 174/3000       | 1335       | 178          | 11,9          | 1967-69            |
| DS 21 I.E. | Berlina     | DX3    | 90 x 85,5              | 2175           | 9                        | Iniezione     | 139/5250       | 196/4000       | 1300       | 188          | 12,2          | 1969-72            |
| DS 21 I.E. | Cabriolet   | DX3    | 90 x 85,5              | 2175           | 9                        | Iniezione     | 139/5250       | 196/4000       | 1350       | 180          | 12,5          | 1969-71            |
| DS 23      | Berlina     | DX4    | 93,5 x 85,5            | 2347           | 8,75                     | Carburatore   | 124/5750       | 201/3500       | 1340       | 179          | 11,9          | 1972-75            |
| DS 23 I.E. | Berlina     | DX5    | 93,5 x 85,5            | 2347           | 9                        | Iniezione     | 141/5500       | 201/3500       | 1340       | 191          | 11,9          | 1972-75            |

### Le DS fuoriserie

#### Prodotte da Henri Chapron
- Croisette: fu una delle primissime fuoriserie su base DS (se non la prima in assoluto) e si tratta di una cabriolet realizzata da Henri Chapron. Tale elegante cabriolet era caratterizzata da un pannello di vetroresina al posto della portiera posteriore, dalle portiere anteriori allungate di 10 cm e da una finitura cromata posteriore che fungeva da raccordo tra coda e fiancata. La DS Croisette venne presentata decisamente prima della commercializzazione della DS Cabriolet ufficiale e venne prodotta in piccolissima serie: 52 esemplari dal 1958 al 1962.
- Coupé Le Paris: nuovamente realizzata da Chapron, era una sorta di Croisette con tetto rigido fisso, prodotta in soli nove esemplari tra il 1958 e il 1959.
- Palm Beach: questa nuova cabriolet di Chapron venne prodotta dal 1962 al 1972 in soli 32 esemplari, e si differenziava dalla Croisette (che di fatto sostituiva) per la presenza di due piccoli finestrini posteriori, e dal 1965 per la coda dotata di pinne che ne rendevano la linea più squadrata se vista di lato. Gli esemplari prodotti dopo il 1967 erano anche caratterizzati dalla presenza dei famosi "occhi di gatto" tipici delle DS seconda serie.
- Caddy: simile alla Croisette, venne prodotta dal 1959 al 1968 in 34 esemplari.
- Concorde Coupé: questa coupé sostituisce la Coupé Paris tra le proposte di Chapron. Nata con la coda affusolata della DS, come nella Palm Beach, nel 1965 venne anch'essa dotata di pinne posteriori. Fu prodotta dal 1960 al 1965 in 38 esemplari.
- Coupé Le Dandy: si tratta in pratica della versione con hard-top della Caddy. Venne prodotta, sempre da Chapron, in 50 esemplari, dal 1960 al 1968.
- Coupé Le Léman: prodotta dal 1966 al 1973 in 27 esemplari, sostituisce in pratica le precedenti coupé DS di Chapron.
- Majesty: è in pratica una limousine a tre volumi su base DS. Fu prodotta dal 1964 al 1969 in 27 esemplari.
- Lorraine: è la limousine che dal 1969 al 1973 ha sostituito la Majesty. Anch'essa con corpo vettura a tre volumi, fu prodotta in 20 esemplari.
- Presidentielle: prodotta nel 1968 da Chapron in un solo esemplare, destinato all'allora presidente francese de Gaulle, è una mastodontica limousine di lusso a tre volumi. La vettura è dotata di particolari soluzioni tecniche, come un rapporto di trasmissione che consente al motore (quello della DS 21) di funzionare per lungo tempo a velocità basse, o come un particolare sistema sterzante in grado di assicurare un raggio di sterzata molto ridotto. La DS Presidentielle era inoltre molto più grande della DS di serie: la sua lunghezza era di ben 6,35 m, sensibilmente di più rispetto a una contemporanea Rolls-Royce Phantom VI, mentre la larghezza raggiungeva ben 2,13 m (una lunghezza intermedia tra un Hummer H1 e un Hummer H2).

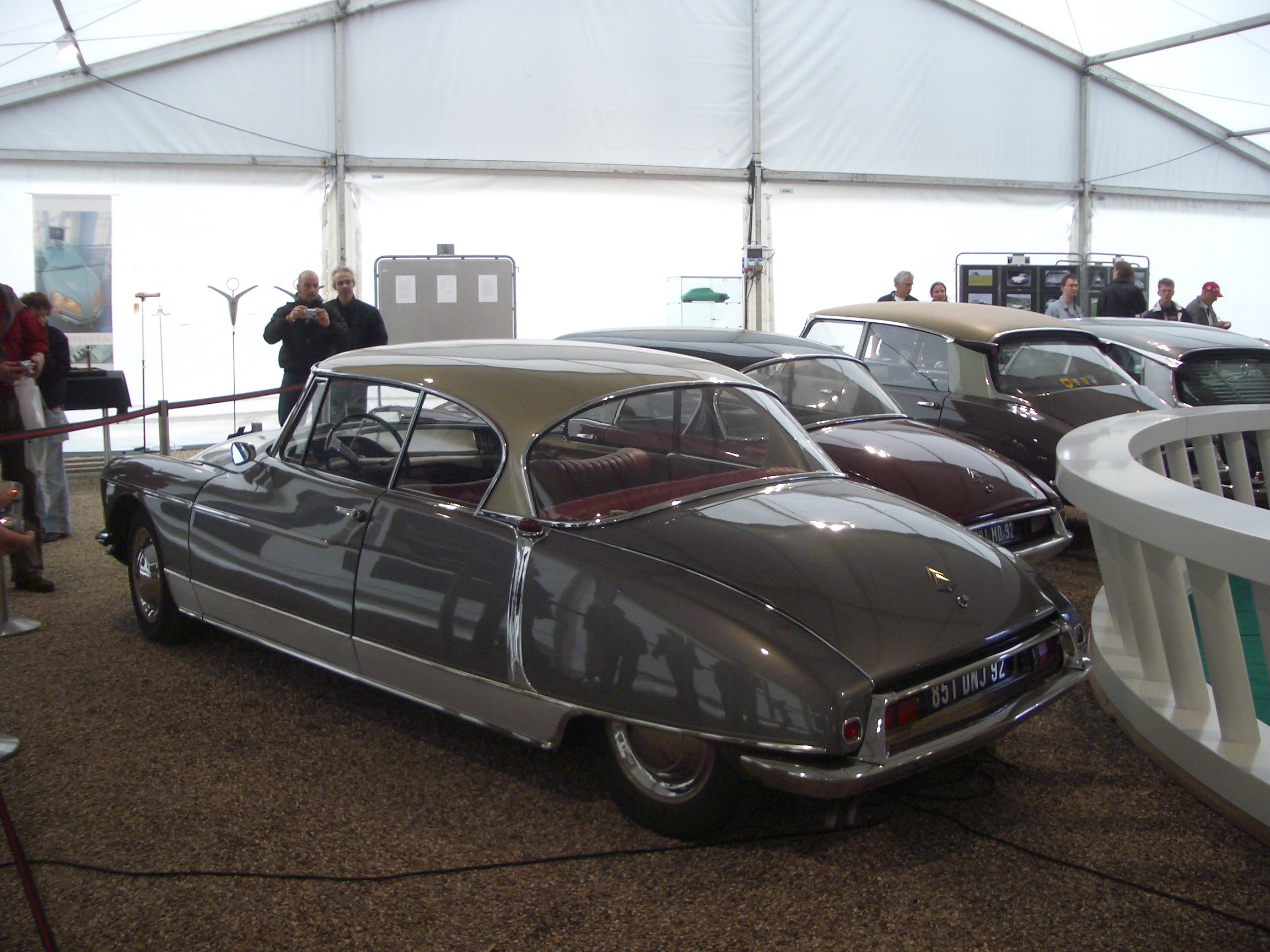
Una DS Coupé Le Paris
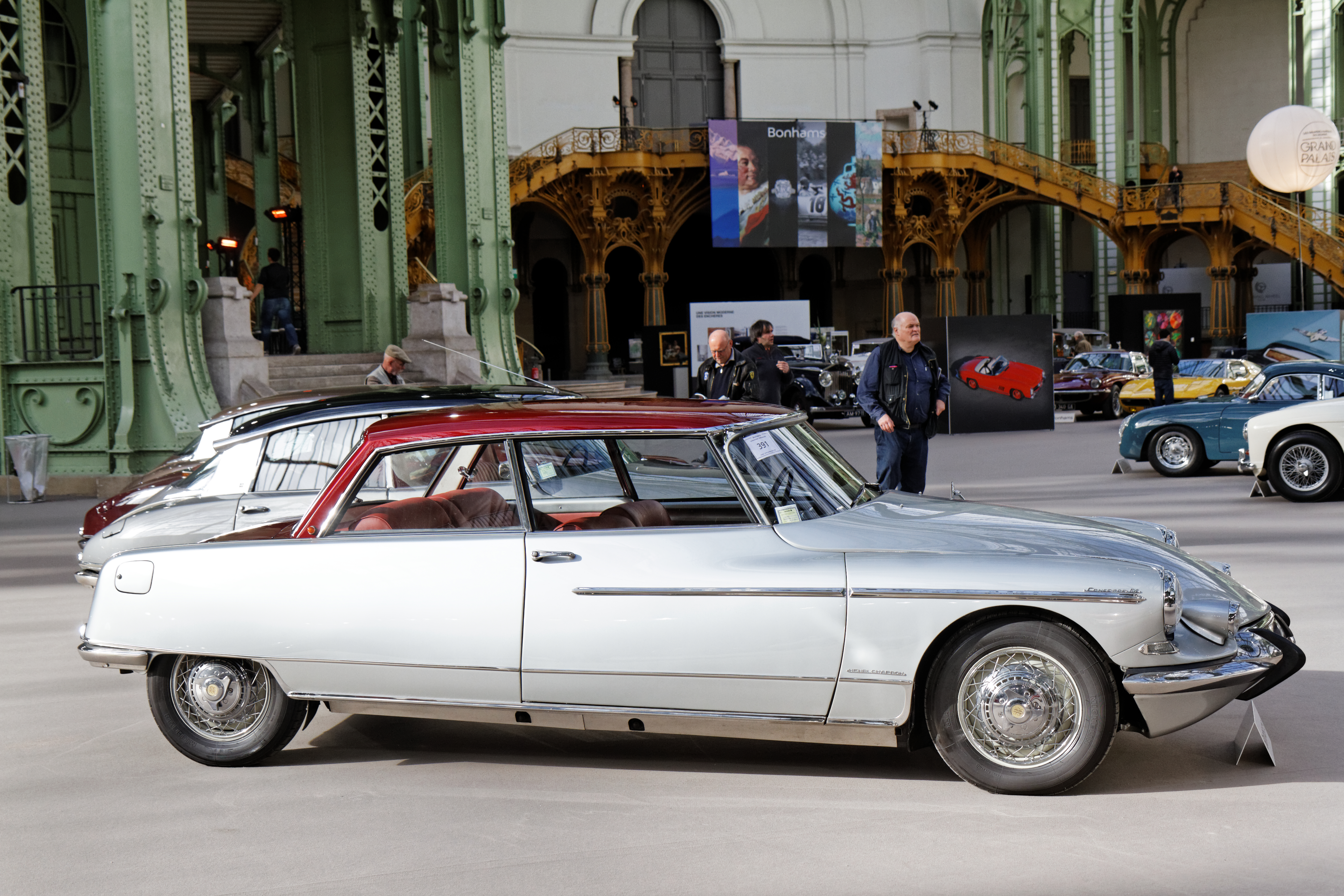
Una DS Concorde Coupé
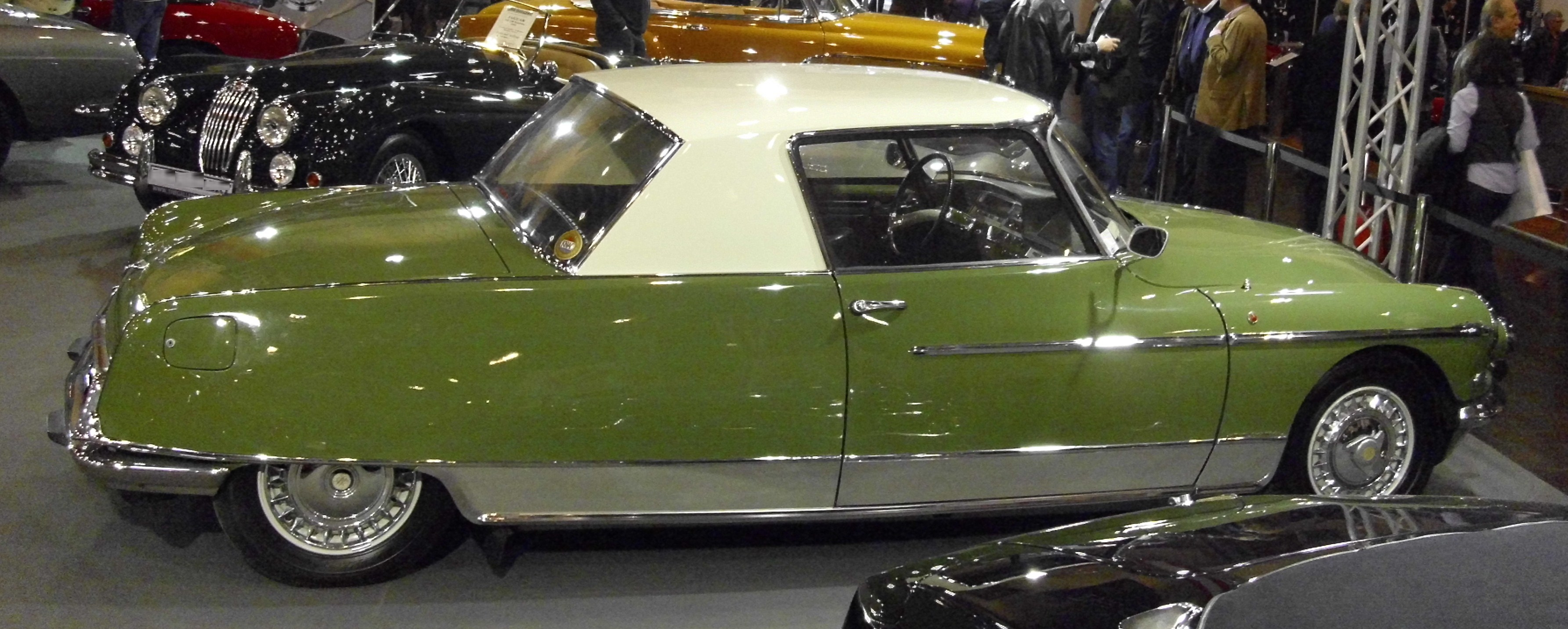
Una DS Coupé Le Dandy
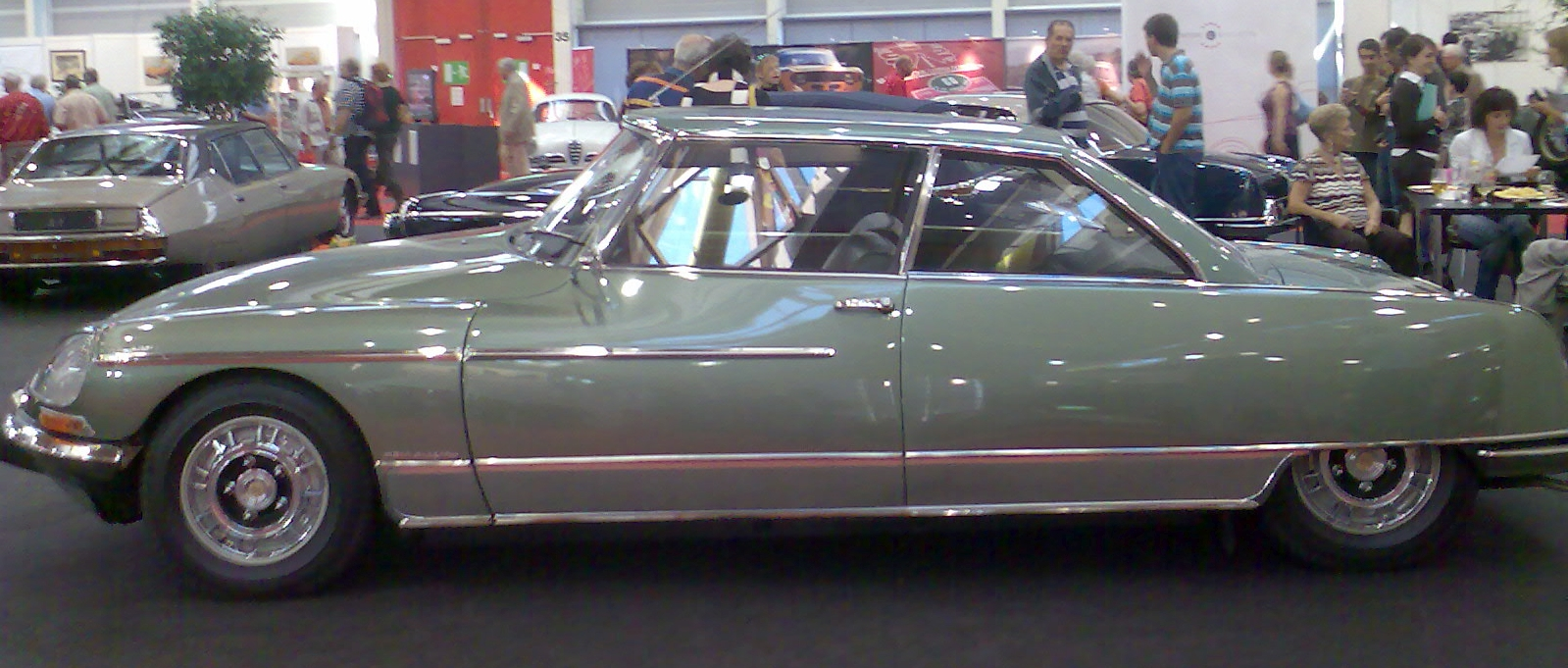
Una DS Coupé Le Leman
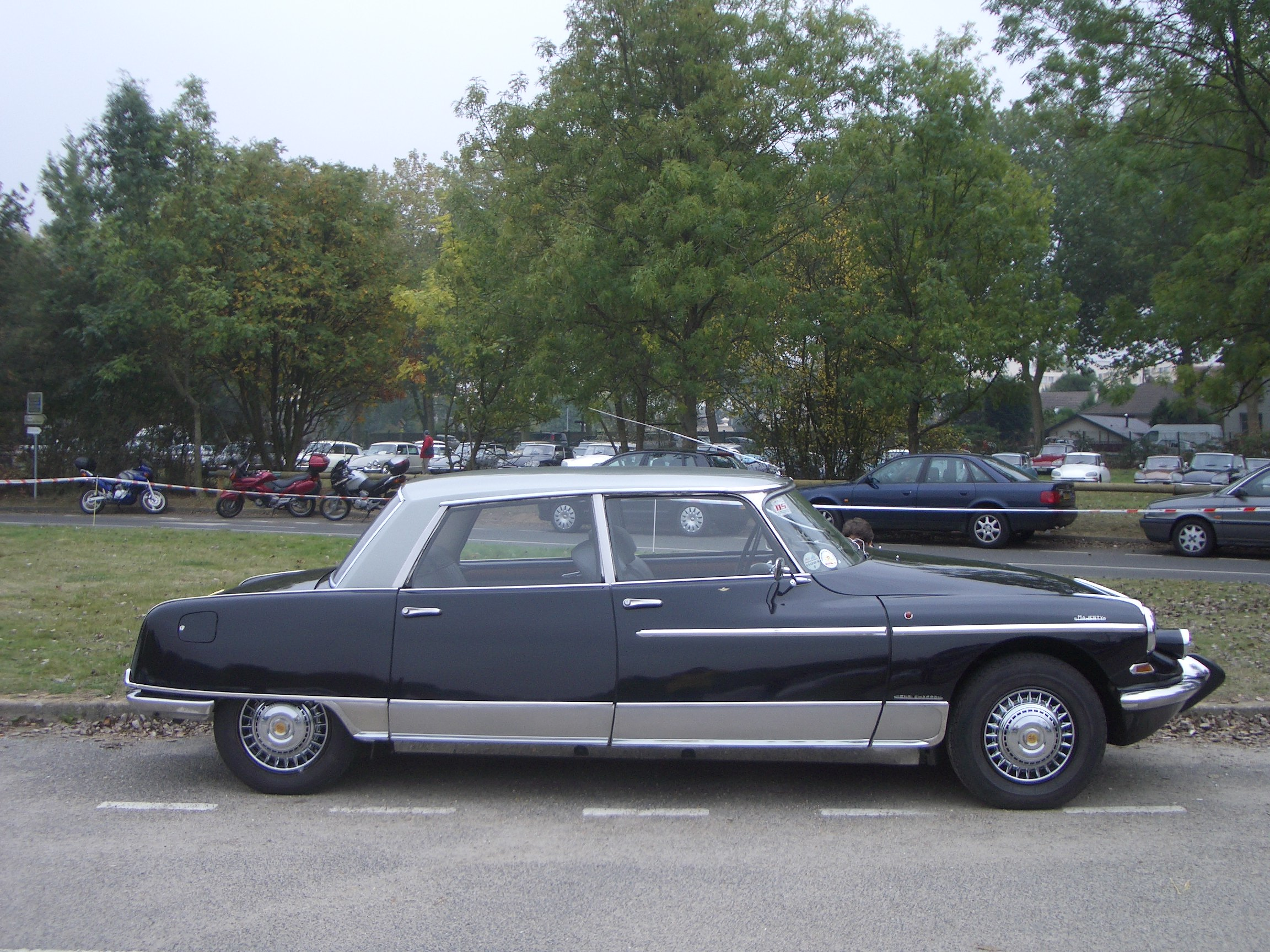
Una DS Majesty
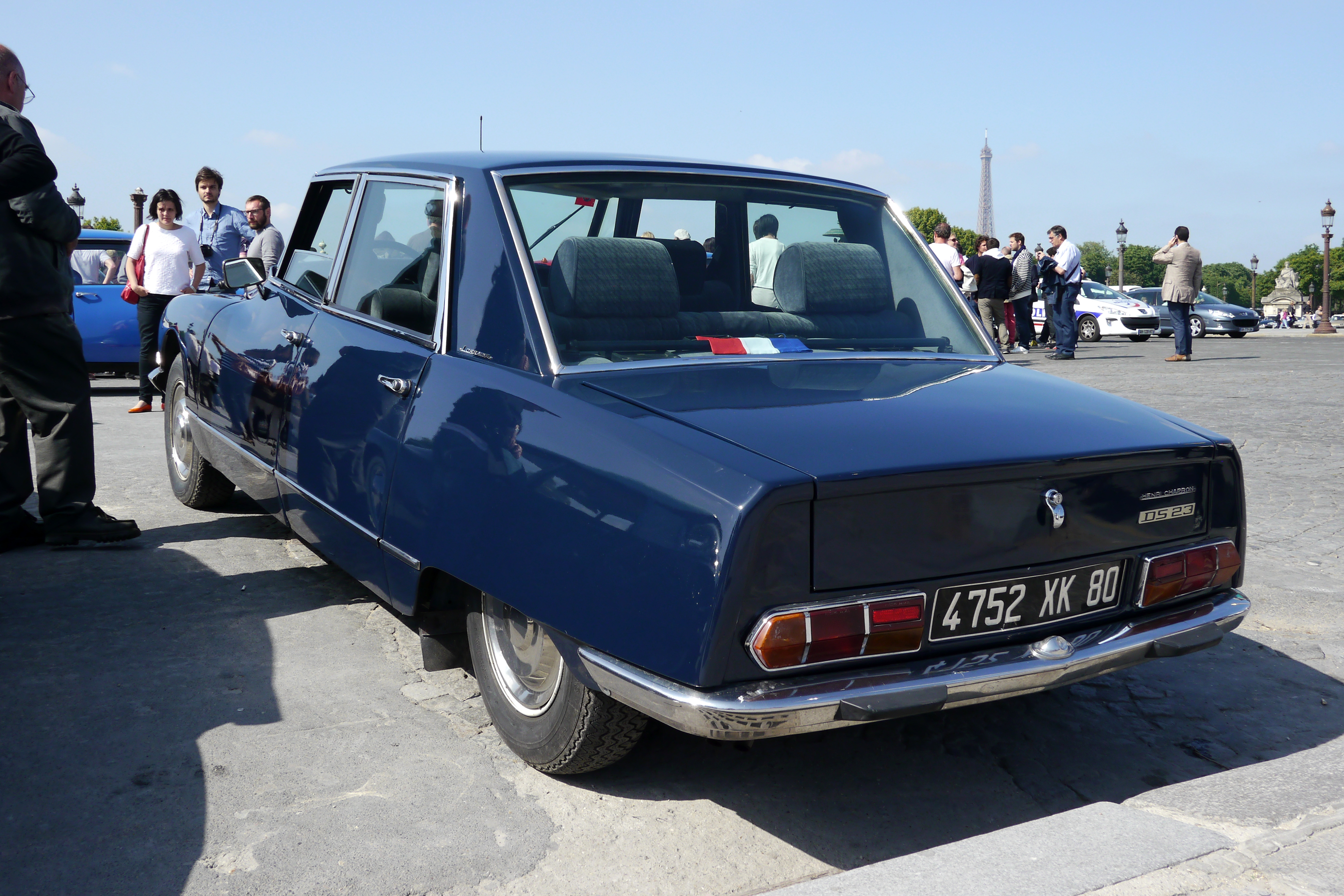
Una DS Lorraine

#### Le altre fuoriserie

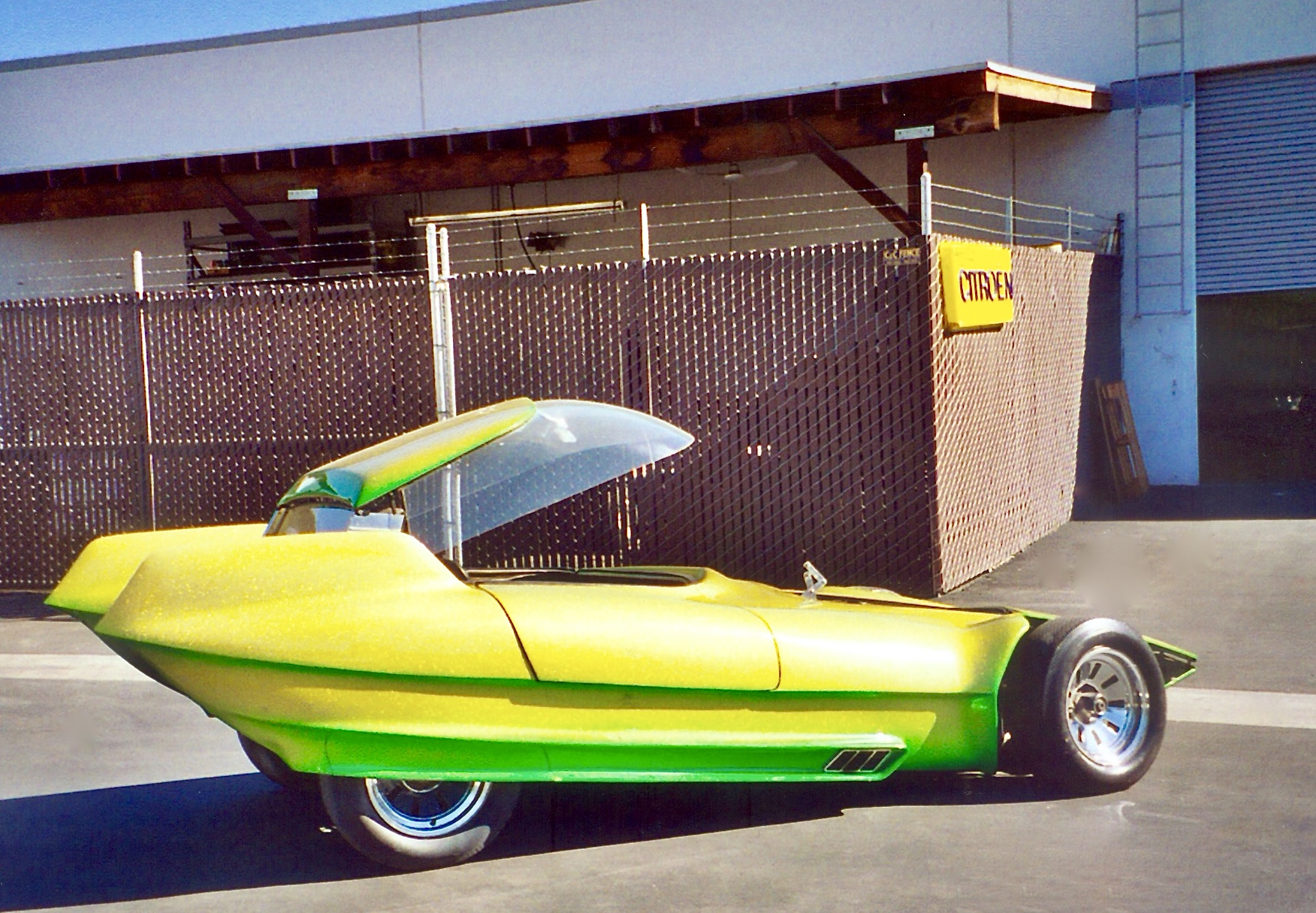
Reactor

- GT19 Coupé: realizzata dal carrozziere francese Hector Bossaert in collaborazione con Pietro Frua nel 1960[6], questa coupé su base DS 19 era sensibilmente diversa dalla berlina da cui deriva grazie a soluzioni stilistiche come l'abbandono della semicarenatura delle ruote posteriori e del montante centrale, il passo accorciato di ben 47 cm e il tetto ribassato di 7 cm. La GT19 è stata costruita anche in configurazione cabriolet.
- Coupé Pichon-Parat: la Coupé Pichon-Parat è stata costruita in piccola serie (ma non si conosce il numero di esemplari) da una collaborazione tra due carrozzieri francesi, appunto Pichon e Parat. Questa vettura è caratterizzata dal nuovo frontale, ripreso dal quello della Panhard 24 (la Panhard era in quegli anni in stretta collaborazione con la Casa del Double Chevron). Le basi meccaniche per i pochi esemplari della Pichon-Parat furono quelli della DS 19, della DS 21, ma anche della più economica ID 19.
- Coupé Ricou: curiosa coupé a passo corto (ben 55 cm in meno rispetto alla berlina) costruita nel 1959 da André Ricou, che all'epoca era concessionario Citroën nella città di Grenoble. La vettura montava il 1.9 a carburatore in due differenti livelli di potenza, 100 e 125 CV. Oltre alla coupé, Ricou assemblò anche una DS con carrozzeria barchetta, e una berlina alleggerita.
- Stelvio: altra coupé su base DS realizzata da Gété nel 1966.
- Reactor: è una due posti a trazione anteriore con motore anteriore di Gene Winfield. La carrozzeria è in alluminio leggero. La linea bassa del cofano dell'auto è stata resa possibile dall'utilizzo di una versione del motore Chevrolet Corvair Turbo a 6 cilindri accoppiata alla trasmissione e al telaio di una Citroën DS. È apparso nella serie televisiva americana Vita da strega.

### La DS nella cultura di massa
Nonostante siano passati diversi anni dalla loro uscita di scena, queste vetture continuano a essere celebrate e ricordate da moltissimi appassionati in tutto il mondo. La stampa odierna ha riconosciuto la DS come una delle auto più influenti nell'evoluzione tecnico-stilistica dell'automobile: nel 2003 un concorso popolare statunitense piazzò la DS al terzo posto tra le auto più rivoluzionarie della storia, dietro alla Ford T e alla Mini, mentre altre autorevoli fonti hanno riconosciuto la DS come una delle auto più affascinanti mai prodotte.

#### Attentato di Petit Clamart
Le eccezionali doti di sicurezza garantite dal sistema idraulico fecero entrare questa vettura nella storia, salvando la vita di Charles de Gaulle in occasione dell'attentato del 22 agosto 1962 a Petit Clamart. La DS su cui viaggiava il presidente fu crivellata di colpi dalle mitragliatrici dei capi dell'opposizione francese all'indipendenza dell'Algeria. I numerosi proiettili, oltre a bucare la carrozzeria in vari punti (l'auto non era blindata), forarono due pneumatici ma le sospensioni idropneumatiche, che compensavano automaticamente le variazioni dell'assetto, unite alle naturali doti di equilibrio della vettura, permisero all'autista di controllarla e di allontanarsi senza difficoltà a gran velocità. Questa scena è stata ricostruita nella parte iniziale del film Il giorno dello sciacallo.

#### Fotografia
La DS è stata protagonista anche nel mondo delle immagini. I primi anni della pubblicità DS vengono curati da Claude Puech che vede, nei fotografi, strategici partner per veicolare un nuovo modello di immagine e di immaginario: Robert Doisneau, Pierre Jahan, Andrè Martin sono assidui collaboratori di questo primo periodo. È però negli anni sessanta che inizia la rivoluzione comunicativa vera e propria, grazie all'avvento di Robert Delpire, grafico e pubblicitario di avanguardia che inizia il nuovo corso, unico per creatività, fantasia, immaginazione, innovazione grafica e uso della fotografia. Henri Cartier-Bresson e Marc Riboud dell'agenzia Magnum sono i primi fotografi chiamati a lavorare per il double chevron, ma è negli anni sessanta che vengono dati alle stampe tre cataloghi della Citroen DS: nel 1961 è William Klein a ritrarre la DS e la ID Cabriolet per un'elegante brochure di vendita ambientata nei giardini di Versailles. Quattro anni dopo, è sempre il grande fotografo americano a realizzare Unanimite, nel novembre 1965, 24 pagine con fotografie ambientate a New York. Il terzo catalogo, Le DS vedono nella notte, è realizzato per Citroën Italia e distribuito solo sul mercato italiano nel 1969 con le fotografie di Helmut Newton. Ambientato su una spiaggia dove una DS21 è circondata da modelle vestite con gli abiti metallici creati da Paco Rabanne. Per la scarsa tiratura e la distribuzione limitata è uno degli oggetti più ricercati da appassionati e collezionisti.

### Attività sportiva

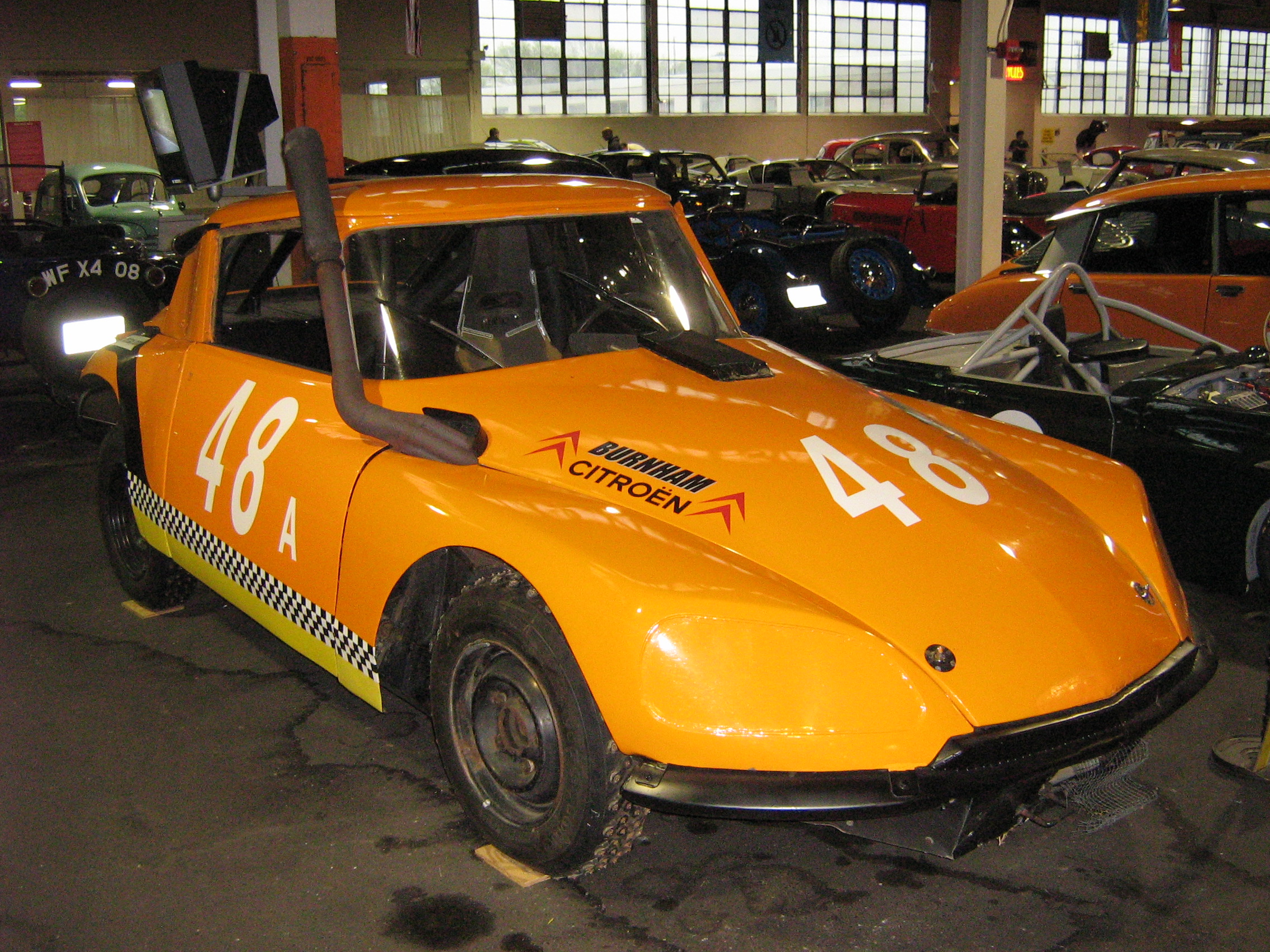
Citroën DS Ice Racer del 1966

Nonostante la sua indole paciosa e poco incline all'utilizzo duro e puro, la DS ha trovato largo impiego in diverse manifestazioni sportive, non senza soddisfazioni. Le particolari caratteristiche telaistiche della vettura la rendevano adatta a fondi difficili (ghiaccio, fango, sabbia, ecc.).
Già nel 1956 avvenne l'esordio della DS in campo sportivo, al Rally di Monte Carlo, dove l'equipaggio Courtès-Court-Payen si aggiudicò il primo posto nella categoria "due litri".
Nel 1961 una DS 19 vinse la Maratona Liegi-Sofia-Liegi con l'equipaggio Bianchi-Harris. L'anno dopo, nell'edizione successiva, quattro DS 19 si classificarono rispettivamente al 2º, 4º, 7º e 14º posto. Sempre nel 1962, l'equipaggio Toivonen-Kallio portò la sua DS 19 alla vittoria nel Rally dei 1000 Laghi, e l'equipaggio Trautmann-Laurent giunse terzo assoluto e primo nella categoria "turismo".
L'anno dopo, la Citroën vinse la Coppa dei Costruttori al Rally di Monte Carlo, grazie a cinque DS 19 che si piazzarono entro i primi dieci posti.
Nel 1964 vi furono le vittorie al Rally del Libano e al Routes du Nord, nonché la coppa costruttori alla Liegi-Sofia-Liegi.
Nel 1966 la DS 21 pilotata da Toivonen-Mikander vinse nuovamente il Rally di Monte Carlo dopo che le tre Mini Cooper giunte ai primi tre posti vennero squalificate per l'impianto di illuminazione non regolamentare.
Ricco di vittorie è stato anche il 1967, con affermazioni al Neige et Glace, a Monte Carlo, al Lyon-Charbonnierès-Stuttgart, alla Coppa delle Alpi, al Tour de Corse e al Rally dei Fiori.
Nel 1968 si passò ai raid su sabbia: la massacrante Londra-Sydney fu quasi interamente dominata da una DS 21 costretta a ritirarsi quasi alla fine per via di un incidente stradale. Vittoria anche al Rally di Marocco del 1969 con una DS 21 a passo appositamente accorciato.
Altre vittorie si ebbero anche nel 1971 al Neige et Glace, nel 1972 al Tour del Portogallo e nel 1973 al Rally dell'Acropoli.
La carriera sportiva della DS si concluse nel 1974 con la conquista della coppa costruttori al Rally del Marocco.

## Michelin PLR
La Michelin PLR, nota come anche come Citroën PLR, è un'auto utilizzata come prototipo con base Citroën DS per testare gli pneumatici per i semirimorchi prodotta nel 1972.

### Caratteristiche
L'auto è lunga 2.5 metri e pesa 9.5 tonnellate. Ha 4 ruote anteriori sterzanti, 6 posteriori ed una all'interno. Inoltre ha 2 motori V8 da 5,7 litri di due Chevrolet Corvette C3, e la sua velocità massima è di 178 km/h. La trasmissione è derivante invece da assi Peugeot.